# Sebastian Vettel
Sebastian Vettel (prononcé en allemand : /zeˈbasti̯an ˈfɛtl̩/), né le 3 juillet 1987 à Heppenheim en Allemagne de l'Ouest, est un pilote automobile allemand, vainqueur quatre fois consécutivement du championnat du monde de Formule 1, en 2010, 2011, 2012 et 2013 comme seuls avant lui l'avaient été Juan Manuel Fangio (1954-1957) et Michael Schumacher (2000-2004).
Après avoir été pilote-essayeur pour BMW Sauber F1 Team et fait ses débuts en Formule 1 à l'occasion du Grand Prix des États-Unis 2007, Vettel est engagé comme pilote titulaire de la Scuderia Toro Rosso et devient à Monza, le plus jeune poleman et le plus jeune vainqueur d'un Grand Prix (record battu en 2016 par Max Verstappen). Lors de la saison 2009, il rejoint l'écurie Red Bull Racing, aux côtés de l'Australien Mark Webber et termine vice-champion du monde ; l'année suivante, il devient le plus jeune champion du monde de la discipline. Il bat également les records de précocité à chacun de ses trois titres mondiaux suivants, obtenant le quatrième le 27 octobre 2013 à 26 ans et 116 jours ; durant cette saison, il établit un nouveau record de neuf victoires consécutives sur une année (record battu en 2023 par Verstappen). Au terme du championnat 2014, Sebastian Vettel quitte, sans avoir remporté le moindre succès dans la saison, l'équipe pour laquelle il a obtenu 38 victoires et 44 pole positions.
Il rejoint la Scuderia Ferrari et s'adjuge sa première victoire, ainsi que son quarantième succès personnel, dès la deuxième épreuve de la saison 2015, en Malaisie. En gagnant sa troisième course pour Ferrari le 20 septembre 2015 à Singapour, Sebastian Vettel dépasse Ayrton Senna au troisième rang des pilotes victorieux en Formule 1, avec quarante-deux succès. Pour sa première année avec l'écurie de Maranello, il accumule treize podiums et finit la saison à la troisième place du championnat pilotes. L'année suivante, Ferrari et Vettel ne remportent aucune course et doivent attendre dix-huit mois, du Grand Prix de Singapour 2015 à celui d'Australie 2017 pour renouer avec la victoire ; il remporte quatre autres Grands Prix durant cette saison et termine vice-champion du monde derrière Lewis Hamilton. En 2018, il gagne cinq courses et monte sur douze podiums mais une série d'erreurs en deuxième partie d'année, le conduit une nouvelle fois à la deuxième place d'un championnat remporté pour la cinquième fois par Hamilton. La saison suivante, l'Allemand ne gagne qu'une seule victoire, et obtient son pire classement depuis qu'il est au sein de l'équipe en terminant à la cinquième position du championnat pilotes.
Courant 2020, après six saisons chez Ferrari, sans parvenir à remporter le titre, son contrat n'est pas renouvelé. Vettel est alors engagé l'année suivante, par Aston Martin F1 Team, qui fait son retour en Formule 1 en tant que constructeur, après 61 ans d'absence ; à Bakou, en se classant deuxième, il offre à sa nouvelle écurie le premier podium de son histoire. Le 28 juillet 2022, il annonce la fin de sa carrière en Formule 1 à l'issue du championnat ; après seize saisons et 299 Grands Prix, il a acquis 53 victoires, 122 podiums, 57 pole positions, 38 meilleurs tours et quatre titres de champion du monde.

## Biographie

### Les débuts en sport automobile

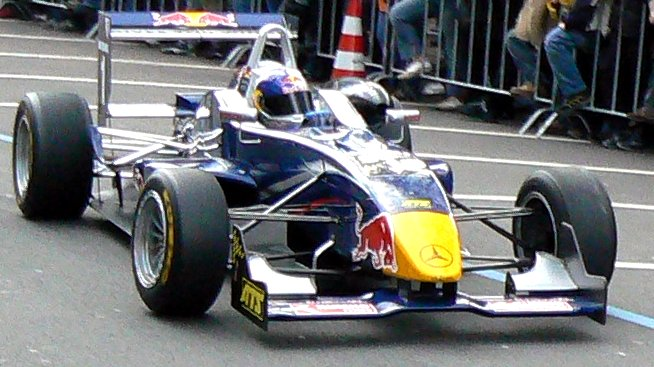
Sebastian Vettel (ASM) sur Dallara F305 en 2006 (F3).

Soutenu d'abord par sa famille, Sebastian Vettel, qui pratique assidûment le karting depuis 1995, accroche notamment à son palmarès une victoire à la Coupe de Monaco de karting et la course junior 1 des Masters de karting de Paris-Bercy en 2001, année où il est champion d'Allemagne junior KF3. Il termine également sixième du championnat européen de Karting ICA l'année suivante. En 2003, il fait ses débuts en sport automobile en championnat d'Allemagne de Formule BMW. Il fait d'emblée forte impression en terminant second de la discipline. La saison suivante, il poursuit sur sa lancée avec l'écurie Mücke Motorsport et remporte haut la main le titre avec 388 points sur 400 possibles. 2004 avec le soutien de Red Bull marque un tournant financier pour la famille Vettel.
En 2005, l'Allemand passe à l'échelon supérieur en Formule 3 Euro Series et se classe cinquième et meilleur débutant d'une saison dominée par les pilotes de l'écurie ASM, Lewis Hamilton et Adrian Sutil. Toujours présent en Formule 3 Euroseries en 2006, il s'affirme comme l'un des candidats au titre mais, à l'issue d'un long duel, s'incline face à son coéquipier chez ASM Paul di Resta et termine vice-champion. Il fait également sensation à l'occasion d'un meeting de World Series by Renault à Misano en juillet 2006 en remplacement de Colin Fleming où, pour ses débuts dans la discipline, il se classe deuxième de la première course du week-end, avant de s'imposer dans la seconde après avoir signé la pole position.

### 2006-2007: premiers pas en Formule 1

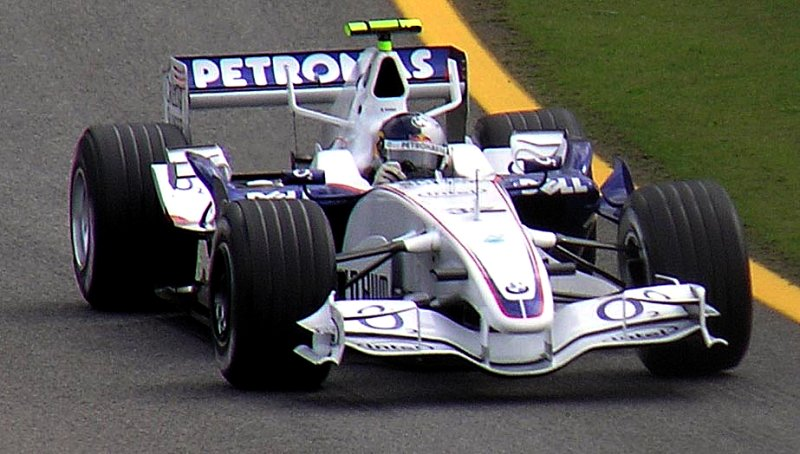
Vettel lors des essais libres du Grand Prix du Brésil 2006 sur la BMW Sauber F1.06.

Sous contrat avec BMW depuis 2005, Sebastian Vettel effectue un premier test en Formule 1 en septembre, pour le compte de l'écurie Williams-BMW, puis un second en juillet 2006 chez BMW Sauber. En août, à partir de la Turquie, il est promu troisième pilote BMW Sauber après la titularisation de Robert Kubica en remplacement de Jacques Villeneuve. Ses performances sont rapidement impressionnantes compte tenu de son jeune âge (19 ans et 2 mois) : il réalise le meilleur temps de la première séance d'essais libres du Grand Prix d'Italie.
En 2007, tout en participant au championnat de World Series by Renault, il poursuit son rôle de troisième pilote chez BMW Sauber. Présent en piste lors des essais du vendredi à l'occasion du Grand Prix d'Australie et de Bahreïn, il voit son activité réduite lors des semaines suivantes, mais l'indisponibilité du pilote polonais Robert Kubica laissé au repos par les médecins à la suite de son accident au Canada, lui permet de faire ses débuts en course à l'occasion du Grand Prix des États-Unis à Indianapolis. L'Allemand se classe huitième, décroche son premier point en Formule 1 pour sa première course et devient à 19 ans, 11 mois et 14 jours le plus jeune pilote de l'histoire de la Formule 1 à inscrire un point (record battu en 2014 par Daniil Kvyat).

### 2007-2008: titulaire au sein de la Scuderia Toro Rosso

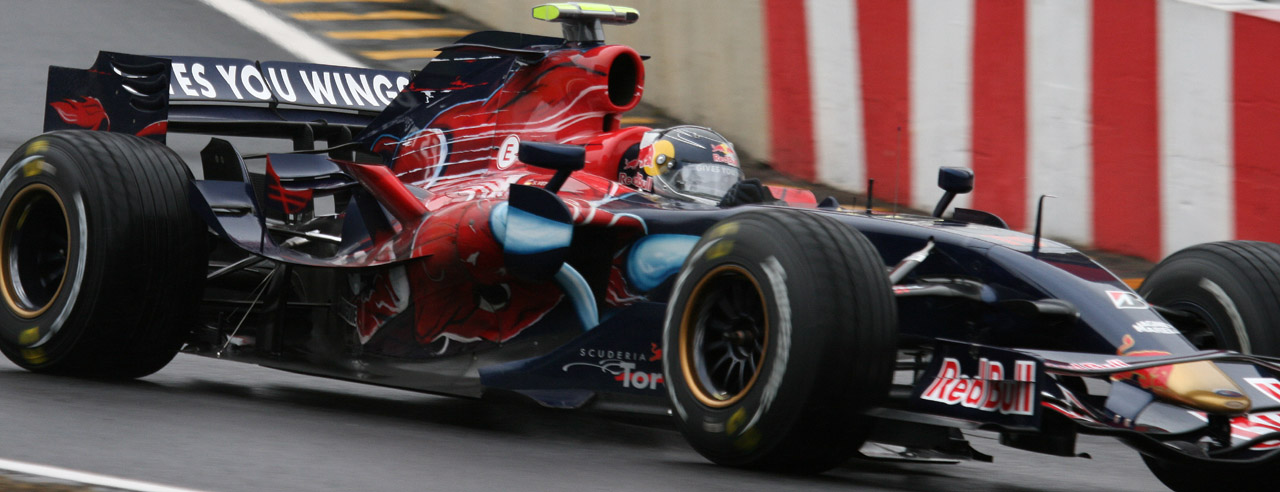
Sebastian Vettel durant les essais libres du Grand Prix du Brésil 2007.

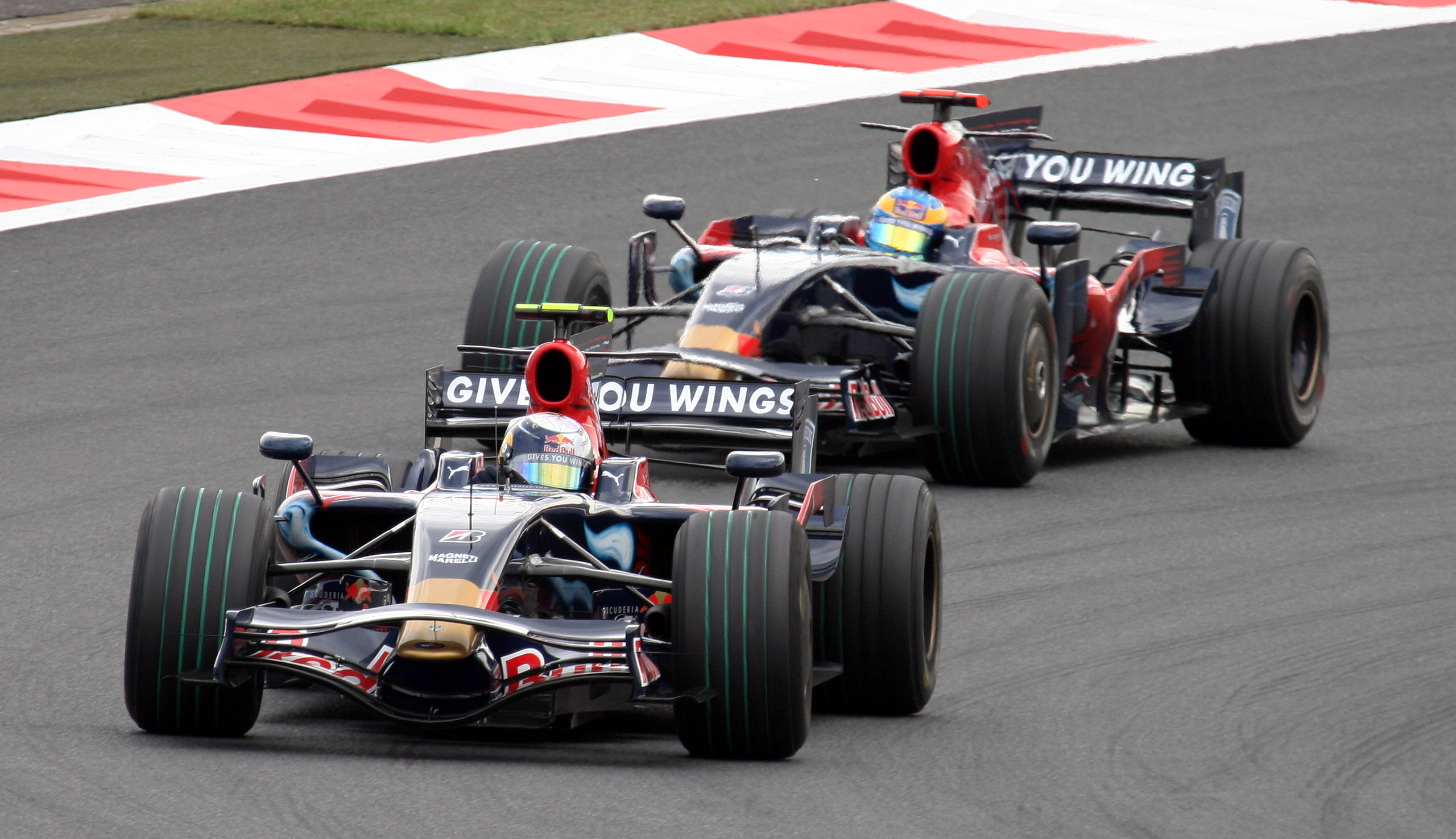
Vettel devant Bourdais lors des essais du Grand Prix du Japon 2008.

Le 31 juillet 2007, la Scuderia Toro Rosso annonce que Sebastian Vettel remplace Scott Speed jusqu'à la fin de la saison. Vettel fait ses débuts de pilote titulaire au Grand Prix de Hongrie qu'il termine à la seizième position. Déterminé à faire tout son possible avec sa monoplace qui n'est pas particulièrement performante bien qu'elle dispose d'un moteur Ferrari, il obtient une méritoire huitième place sur la grille lors du Grand Prix du Japon ; c'est la première fois qu'une Toro Rosso participe à la session finale de qualification depuis ses débuts. En course, il a l'occasion de parcourir ses premiers tours en tête mais, lors d'une neutralisation sous voiture de sécurité, il est surpris par une manœuvre de Lewis Hamilton et accroche Mark Webber alors troisième, les condamnant tous les deux à l'abandon. La FIA, le jugeant responsable de l'accrochage, le sanctionne d'un recul de dix places sur la grille pour l'épreuve suivante. Quelques jours avant le Grand Prix de Chine, Vettel se voit dédouané de toute responsabilité dans l'incident avec Webber et la FIA retire sa sanction. Il se qualifie en douzième position mais est pénalisé de cinq places pour avoir gêné un autre pilote pendant son tour lancé. Grâce à un seul arrêt au stand et bénéficiant de nombreux abandons à la suite de mauvaises conditions météorologiques, il finit la course à la quatrième place, son équipier Vitantonio Liuzzi terminant sixième. Il termine le championnat à la quatorzième position avec 6 points et conserve son baquet chez Toro Rosso pour 2008, où il fait équipe avec Sébastien Bourdais, quadruple champion de Champ Car.
Auteur d'un début de saison 2008 discret et marqué par plusieurs accidents, le pilote allemand confirme sa bonne réputation en prenant progressivement l'ascendant sur Bourdais à partir du Grand Prix de Monaco qu'il finit en cinquième position, inscrivant ses quatre premiers points de l'année. Huitième au Canada et auteur par ailleurs de belles prestations en qualifications compte tenu du matériel dont il dispose, son recrutement pour la saison 2009 est annoncé par Red Bull Racing, où il remplacera le vétéran écossais David Coulthard, qui a annoncé son retrait de la compétition pour la fin de la saison. Le 13 septembre 2008, Sebastian Vettel obtient la pole position à Monza, sous une pluie battante. Le lendemain, la pluie tombe toujours, ce qui n'empêche pas Vettel de prendre un bon envol. À 21 ans, il devient ainsi le plus jeune poleman et le plus jeune vainqueur de l'histoire de la Formule 1, détrônant Fernando Alonso, qui avait remporté le Grand Prix de Hongrie 2003 à 22 ans (record battu en 2016 par Max Verstappen). Avec 35 points, il termine l'année au huitième rang du championnat, le meilleur résultat d'un pilote Toro Rosso.

### 2009: promotion chez Red Bull

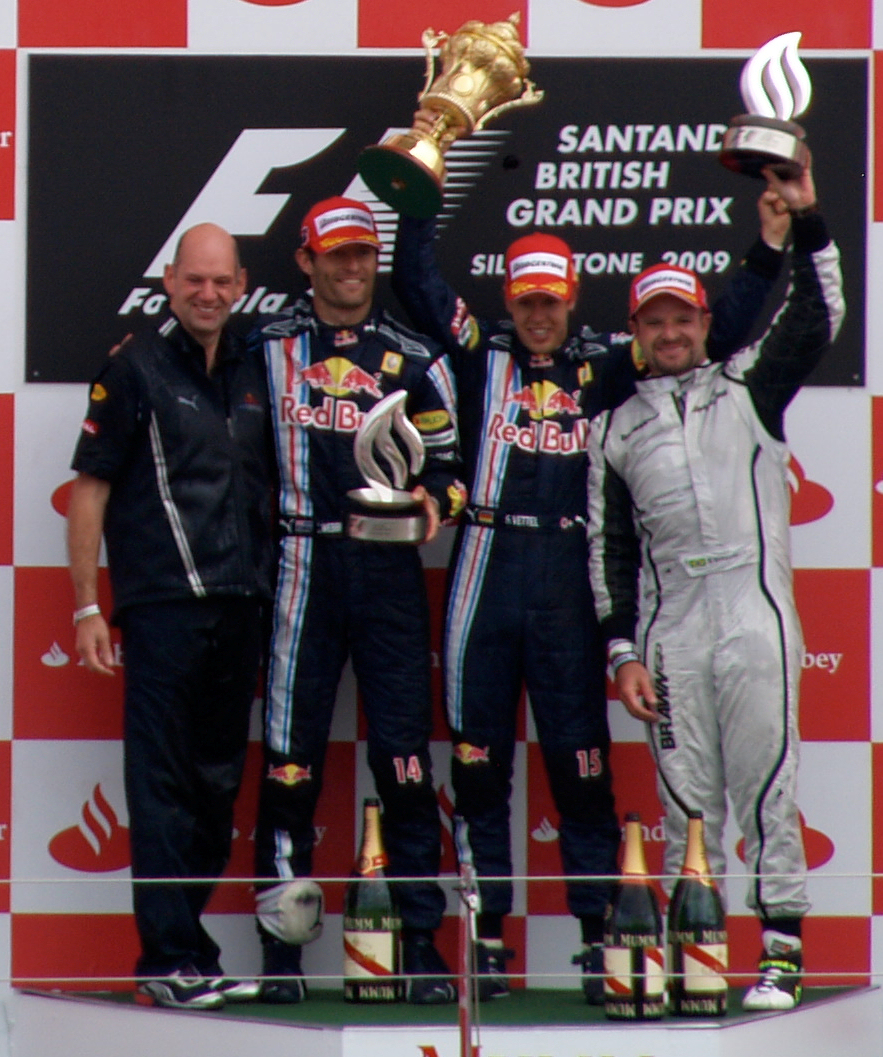
Vettel remporte le Grand Prix de Grande-Bretagne en 2009.

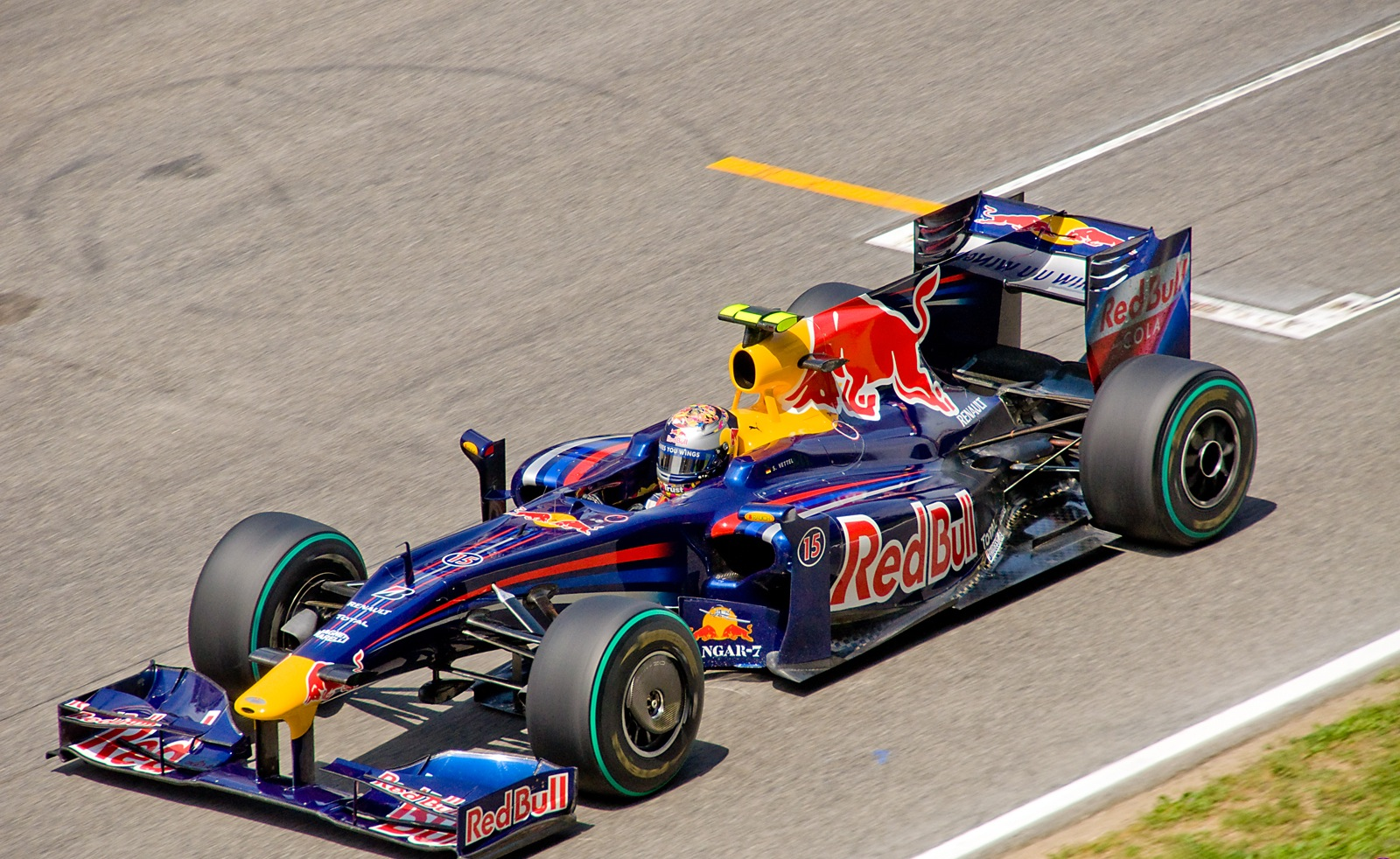
Sebastian Vettel au Grand Prix d'Espagne en 2009.

À Melbourne, lors du Grand Prix inaugural, il s'accroche à trois tours du terme avec Robert Kubica alors qu'il est second de l'épreuve. Il poursuit pourtant sa course sur trois roues et détruit sa monoplace dans un virage. Cette conduite dangereuse lui vaut une pénalité de dix places sur la grille de départ du Grand Prix de Malaisie, où il abandonne sur sortie de piste. En Chine, Vettel réalise la pole position devant Fernando Alonso ; le lendemain, l'Allemand remporte la seconde victoire de sa carrière, la première de Red Bull Racing qui signe son premier doublé grâce à la seconde place de Mark Webber. À Bahreïn, il est troisième sur la grille de départ et finit second de la course derrière la Brawn GP de Jenson Button. Lors du Grand Prix d'Espagne, il ne tire pas partie de sa qualification en première ligne et échoue à la quatrième place, derrière les pilotes Brawn et son coéquipier. En principauté, après avoir perdu beaucoup de temps dans le premier relais à cause d'un mauvais choix de pneus, il commet une faute et tape le mur à Sainte-Dévote. Ce troisième abandon de l'année, le handicape dans sa lutte puisque Button, le leader du championnat, signe une nouvelle victoire, portant son avantage sur Vettel à 28 points.
En Turquie, Sebastian Vettel décroche la troisième pole position de sa carrière devant Button et Barrichello mais se fait déborder rapidement par le pilote anglais qui remporte l'épreuve, tandis que Vettel se classe troisième de la course derrière son équipier. Après cette septième manche de la saison, il est troisième et pointe à 32 points de Button. À Silverstone, il obtient la pole position, décroche son premier meilleur tour en course et remporte l'épreuve, signant ainsi son premier hat-trick. Lors du Grand Prix d'Allemagne, Vettel termine second derrière son coéquipier qui signe son premier succès mais abandonne ensuite en Hongrie et en Europe. Il se reprend lors du Grand Prix de Belgique, où il se hisse sur la troisième marche du podium après être parti huitième. En Italie, il termine à la huitième position et voit ses chances de titre se réduire puisque Button finit deuxième. Toutefois, il termine quatrième à Singapour puis s'impose au Japon, à deux Grand Prix de la fin, il ne compte plus que 16 points de retard sur Button. Au Brésil, tandis que son équipier remporte la course, il se classe quatrième, juste devant Button qui est sacré champion du monde. Cependant, le pilote allemand prend le meilleur sur Rubens Barrichello, huitième de l'épreuve, au championnat. Il remporte son quatrième succès de la saison lors de la dernière course à Abou Dabi et conserve sa deuxième place au championnat, devenant le plus jeune vice-champion du monde de l'histoire.

### 2010: plus jeune champion du monde de l'histoire de la Formule 1

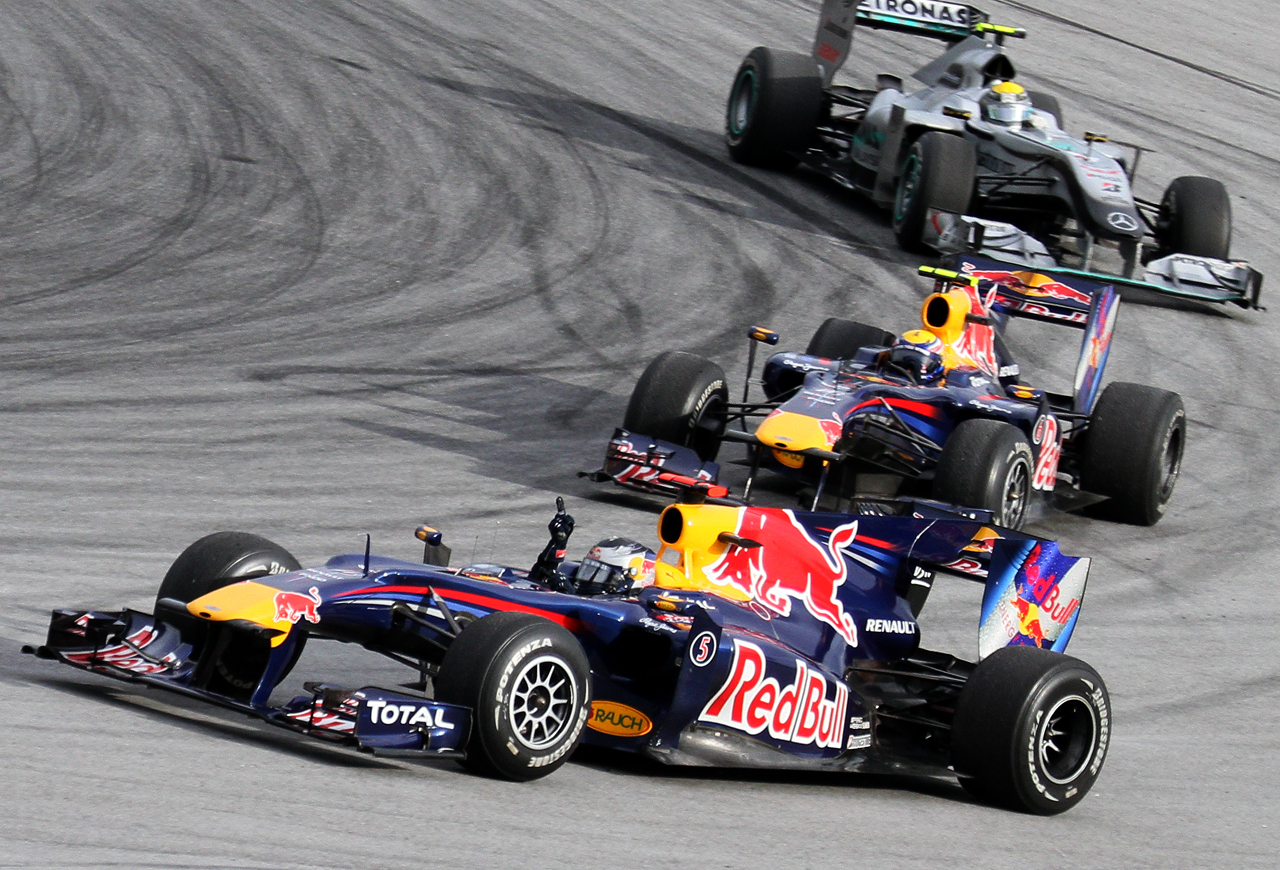
Vettel remportant le Grand Prix de Malaisie 2010.

À Bahreïn, il obtient la pole position mais termine quatrième à cause d'un problème d'échappement. Il prend à nouveau la pole position en Australie mais abandonne à cause d'un écrou de roue. En Malaisie, Sebastian Vettel remporte son premier Grand Prix de l'année, après s'être élancé de la troisième place sur la grille. Il réalise une nouvelle pole position en Chine où il se classe sixième. Pour le retour en Europe, lors du Grand Prix d'Espagne, il se hisse sur la première ligne de la grille de départ et termine troisième d'une course remportée par son coéquipier. Il se classe deuxième à Monaco, à nouveau derrière Webber. Ex-aequo avec l'Australien en tête du championnat, il s'accroche avec lui en Turquie et abandonne. Quatrième du Grand Prix du Canada, il est repoussé à la cinquième position du championnat avec 90 unités, 19 de moins que le leader Lewis Hamilton. Après une nouvelle pole position au Grand Prix d'Europe à Valence, il s'impose et revient à douze points du pilote McLaren.

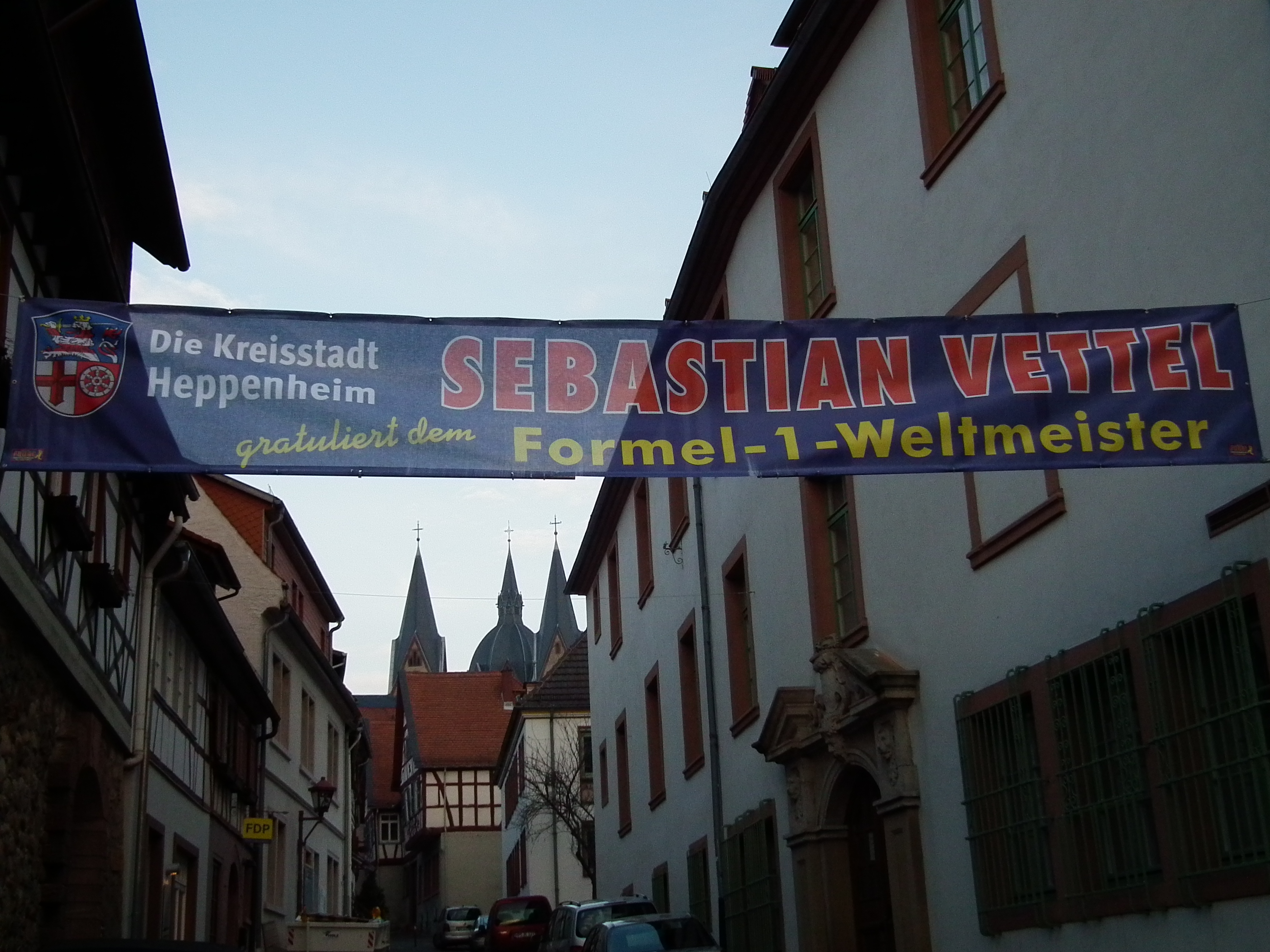
Heppenheim, ville natale de Sebastian Vettel, fête le titre de son champion du monde.

Au Grand Prix de Grande-Bretagne, Vettel partage la première ligne avec son équipier Mark Webber avant de le toucher au premier virage et de subir une crevaison. Si sa course est compromise, il remonte à la septième place et échange sa place de troisième du championnat avec Webber et est repoussé à 24 points. En Allemagne, il réalise la pole position pour deux millièmes devant Fernando Alonso. Le lendemain, auteur d'un mauvais départ, il tente d'empêcher l'Espagnol de passer mais sa manœuvre échoue et permet même à Felipe Massa de passer en tête ; le pilote allemand se classe ainsi troisième derrière les Ferrari. En Hongrie, il réalise sa quatrième pole position consécutive et domine le début d'épreuve avant d'être pénalisé et de terminer troisième, laissant Webber, vainqueur de la course, reprendre la tête du championnat. En Belgique, il se qualifie quatrième mais percute Button au seizième tour, abîmant son aileron avant et causant l'abandon du Britannique ; il finit quinzième et voit son retard sur Hamilton, le nouveau leader, porté à 31 points. Lors du Grand Prix d'Italie, Vettel se classe quatrième et son coéquipier Mark Webber, sixième. Lors du Grand Prix de Singapour, Sebastian Vettel est deuxième derrière Alonso. Il remporte le Grand Prix du Japon en partant de la pole position. À trois courses de la fin de la saison, l'Allemand revient à 14 points de Webber, leader du championnat.
Lors du premier Grand Prix de Corée du Sud de l'histoire, il réalise la pole position devant Mark Webber et Alonso. Il est cependant victime de la casse de son moteur alors qu'il menait l'épreuve et voit Alonso, avec lequel il est à égalité de points, prendre une avance de 25 points. Il se ressaisit à Interlagos, où il gagne en partant deuxième derrière Nico Hülkenberg. Avant l'ultime Grand Prix, il est troisième du championnat, derrière Fernando Alonso et son équipier Mark Webber, à 15 points du pilote Ferrari. Lors du Grand Prix d'Abou Dabi, Vettel profite des erreurs de Webber (parti à la faute, il touche un rail de sécurité et est contraint de changer de pneumatiques plus tôt que prévu) et d'Alonso (qui change son train de pneus juste après Webber, ayant calqué sa stratégie sur l'Australien). Il bénéficie de l'aide inattendue de Vitaly Petrov, sixième, qui contient Alonso et Webber derrière lui durant toute la course. Vettel remporte ainsi l'épreuve et devient le plus jeune champion du monde de l'histoire à 23 ans 4 mois et 11 jours. Il termine sa saison avec le plus grand nombre de pole positions (10), de victoires (5, à égalité avec Alonso), de podiums (10, à égalité avec Alonso et Webber), de tours en tête (382) et établit le nouveau record de points en une saison avec 256 points.

### 2011: double champion du monde

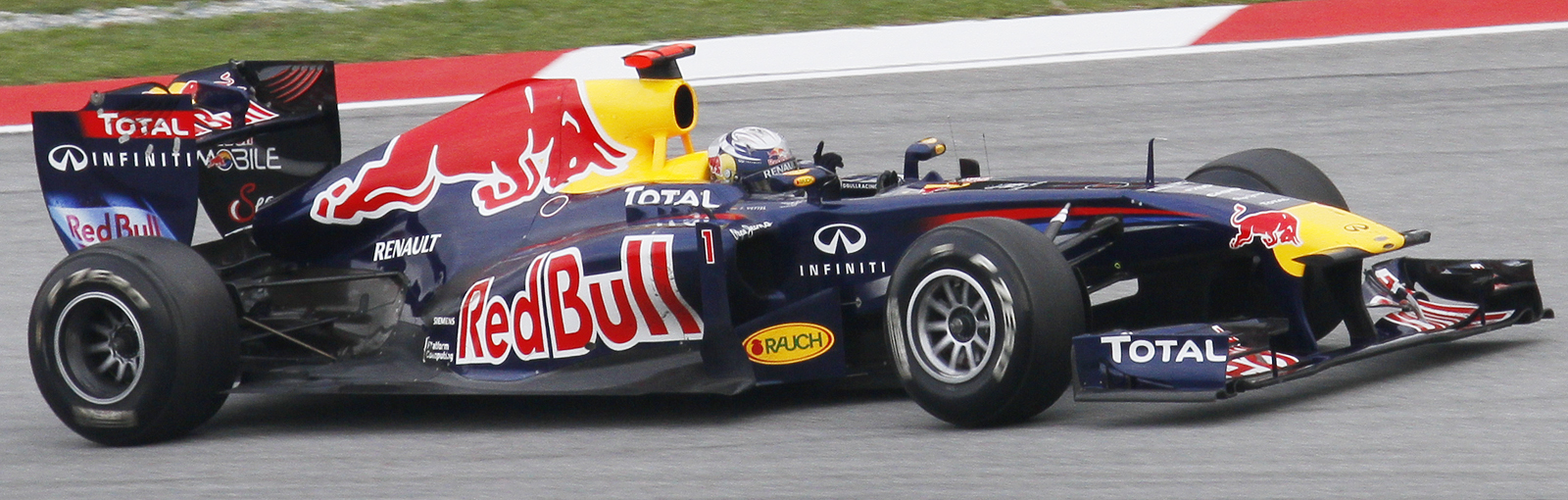
Vettel fêtant sa victoire au Grand Prix de Malaisie 2011.

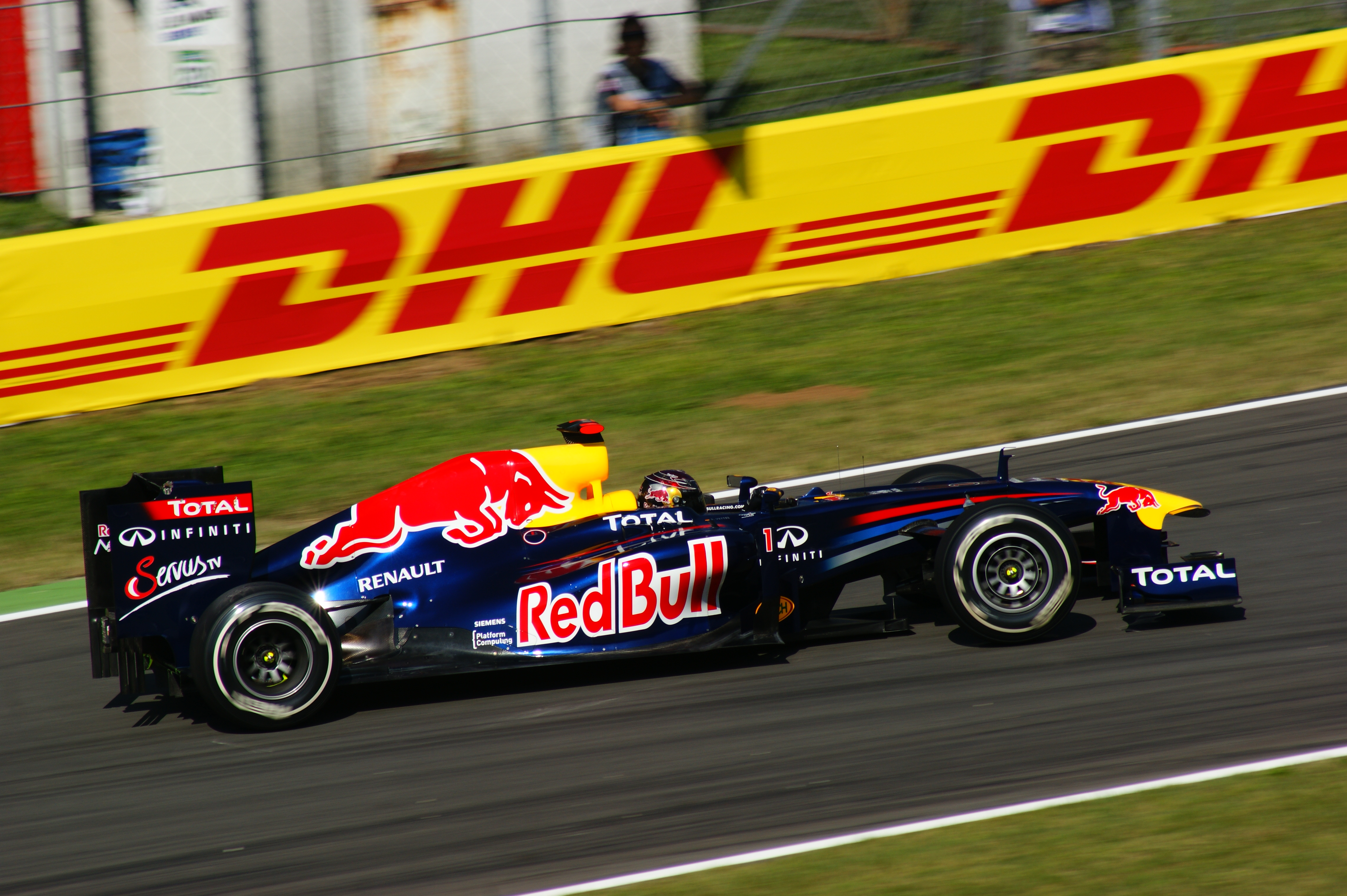
Sebastian Vettel s'impose au Grand Prix d'Italie 2011.

Dès le Grand Prix d'Australie inaugural à Melbourne, Sebastian Vettel confirme son statut de tenant du titre de champion du monde en obtenant la pole position, la seizième de sa carrière, et en remportant la onzième victoire de sa carrière. Deux semaines plus tard, en Malaisie, il récidive ; cette victoire est sa quatrième consécutive. Au Grand Prix de Chine, Vettel réalise sa troisième pole position de la saison avant de terminer deuxième de la course derrière Lewis Hamilton. En Turquie, il s'adjuge une cinquième pole position consécutive, la quatrième de l'année en autant de courses et remporte la treizième victoire de sa carrière. Il enchaîne avec une quatrième victoire en s'imposant sur le circuit de Catalunya lors du Grand Prix d'Espagne, après être parti deuxième derrière son coéquipier Mark Webber ; une semaine après, il obtient la pole position et la victoire au Grand Prix de Monaco, aidé par un drapeau rouge à six tours de la fin qui lui permet de changer ses pneumatiques sans perdre de temps au stand. Après la manche monégasque, il mène avec 58 points d'avance sur son plus proche rival, Lewis Hamilton. Au Canada, il s'élance depuis la pole position puis mène toute la course avant d'être poussé à la faute dans le dernier tour par Jenson Button qui gagne devant Vettel et Webber ; le pilote allemand augmente toutefois son avance de deux points. En Europe, il réalise le deuxième hat-trick de sa carrière. Au Grand Prix de Grande-Bretagne, deuxième sur la grille derrière son équipier Mark Webber, il termine second de l'épreuve derrière Fernando Alonso.

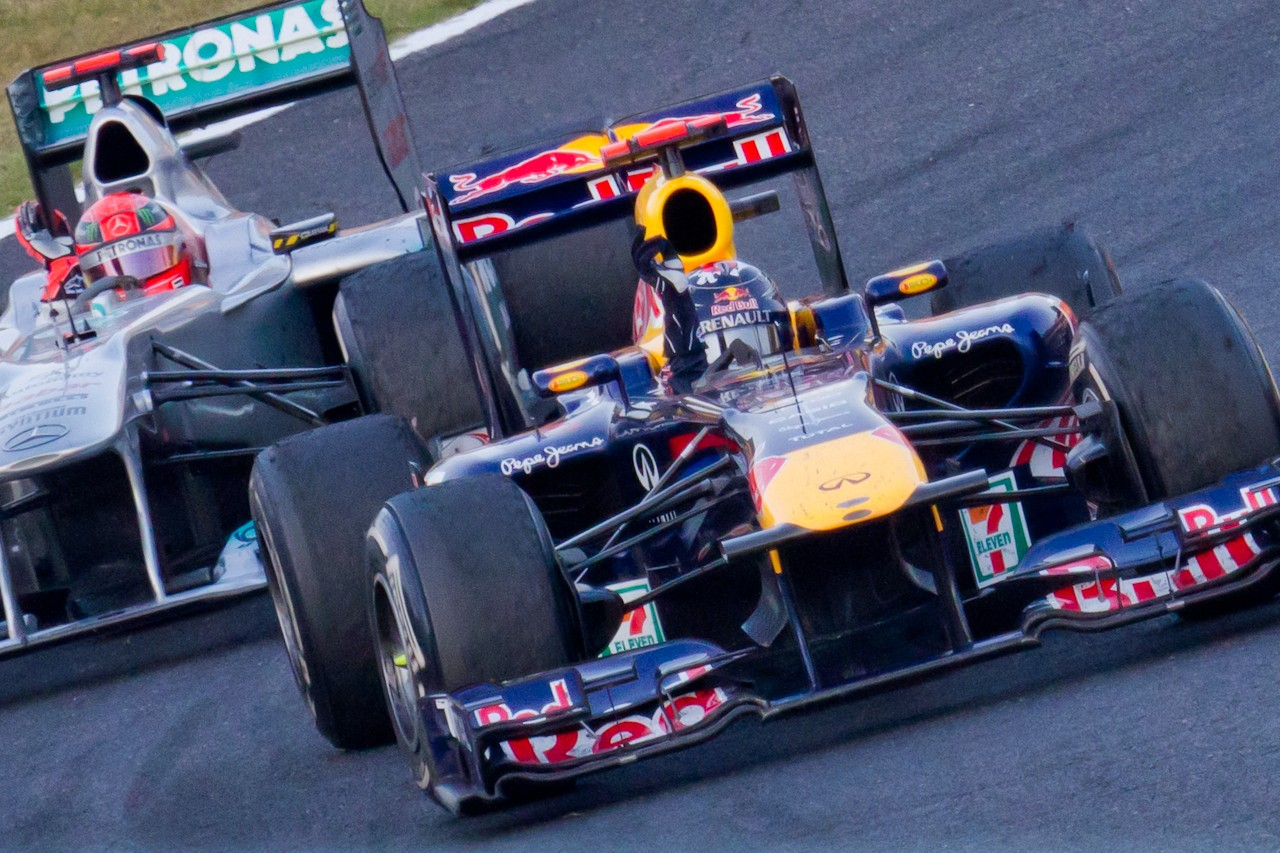
Sebastian Vettel fêtant son deuxième titre mondial, lors du Grand Prix du Japon 2011.

Pour son Grand Prix national, Vettel, en difficulté tout au long du weekend, doit se contenter de la troisième position en qualifications, ce qui met fin à sa série de quatorze premières lignes consécutives. Le lendemain, il ne peut pas faire mieux que la quatrième place : c'est la première fois de la saison qu'il ne monte pas sur le podium. Une semaine plus tard, en Hongrie, il se classe deuxième après être parti de la pole position. Au Grand Prix de Belgique, après la pause estivale, il réalise la pole position et obtient la première victoire de sa carrière sur le circuit des Ardennes. À Monza, après s'être élancé de la pole position, Sebastian Vettel gagne sa huitième victoire de l'année, ce qui lui permet d'avoir plus de 100 points d'avance sur son second. Lors du Grand Prix de Singapour, il réalise sa quatrième pole position consécutive, la onzième de la saison, et gagne pour la première fois sur le circuit de Marina Bay devant son seul rival désormais pour le titre mondial, Jenson Button. Malgré la victoire de ce dernier au Japon, il se classe troisième et devient le plus jeune double champion du monde de l'histoire de la discipline, détrônant ainsi Fernando Alonso (2005 et 2006) à 24 ans et 98 jours, alors qu'encore quatre Grands Prix restent à courir. Pour la deuxième édition du Grand Prix de Corée du Sud, il part en première ligne aux côtés de Lewis Hamilton. Il prend la tête dès les premiers virages de la course et remporte sa dixième victoire de l'année. Grâce à la troisième place de son coéquipier Mark Webber, Red Bull Racing obtient un deuxième titre de champion du monde des constructeurs consécutif. Vettel et Red Bull gagnent le championnat à trois courses de la fin de la saison. Au premier Grand Prix d'Inde de l'histoire, il réalise son premier grand chelem (victoire, pole position, meilleur tour et course menée de bout en bout). Il détient désormais les records du plus grand nombre de tours et de kilomètres en tête d'une course dans une saison (records battus en 2023 par Max Verstappen). Sur le circuit de Yas Marina, Sebastian Vettel, parti de la première place sur la grille, enregistre son unique abandon de la saison dès le premier tour de l'épreuve à cause d'une crevaison, mettant fin à une série de dix-neuf courses consécutives dans les points. Lors de la dernière course au Brésil, il s'adjuge sa quinzième pole position de l'année et bat le record de quatorze pole positions réalisé par Nigel Mansell qui datait de 1992. Il termine deuxième de l'épreuve derrière son équipier Mark Webber, terminant pour la dix-septième fois de la saison sur le podium, égalant le record de Michael Schumacher qui date de 2002 (record battu en 2021 par Verstappen). L'Allemand améliore le record de points qu'il avait fixé l'année précédente avec 392 unités.

### 2012: triple champion du monde

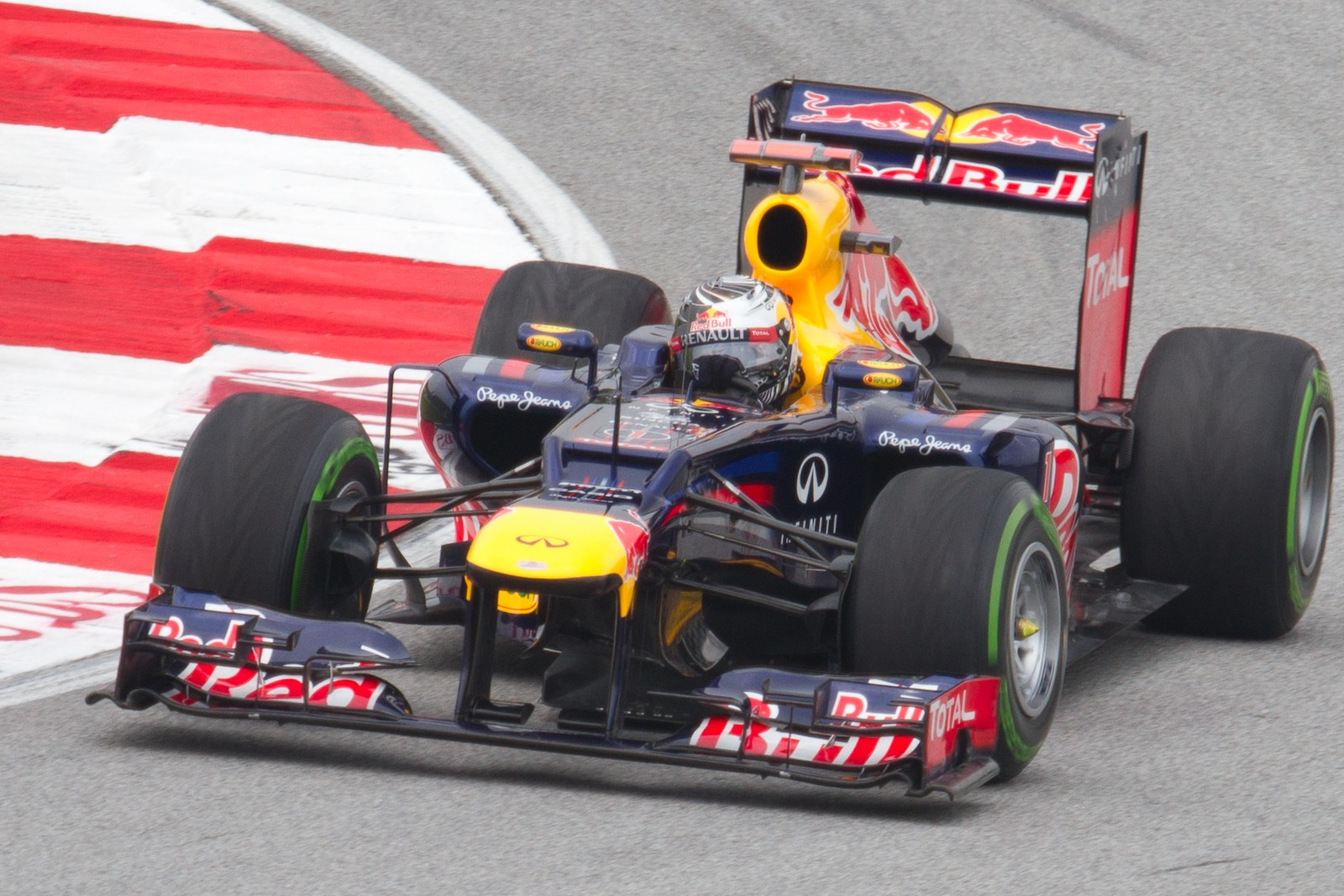
Vettel durant le Grand Prix de Malaisie 2012.

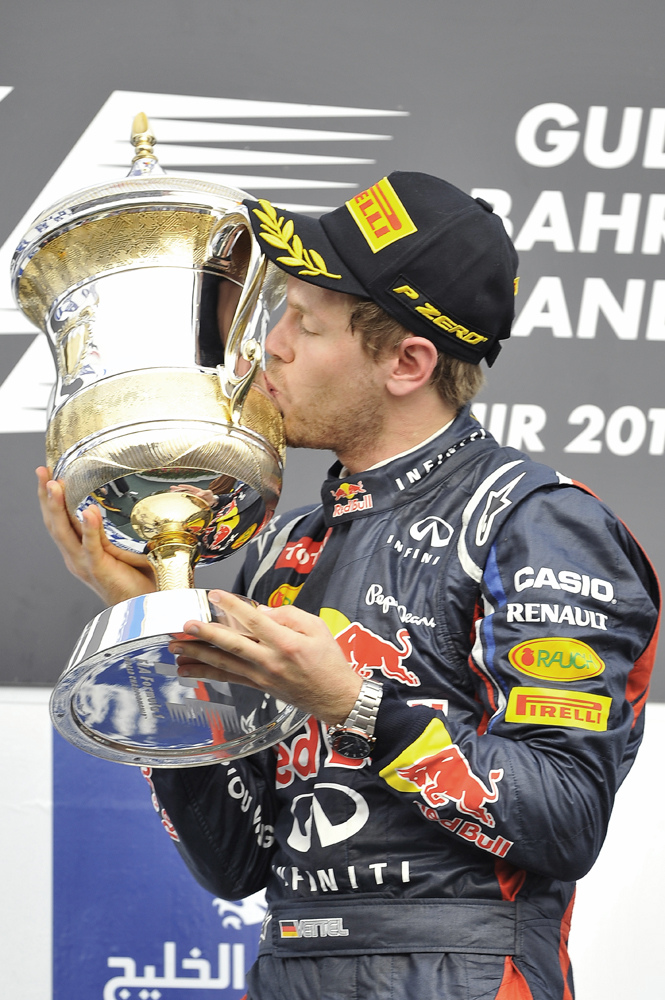
Sebastian Vettel au Grand Prix de Bahreïn 2012.

Pour le premier Grand Prix de l'année en Australie, il s'élance en sixième position à plus de sept dixièmes de seconde de la McLaren de Lewis Hamilton et termine deuxième, intercalé entre les McLaren de Button et Hamilton. Une semaine plus tard, en Malaisie, Sebastian Vettel part cinquième et se hisse jusqu'en quatrième position quand il est percuté par Narain Karthikeyan à dix tours de l'arrivée : une crevaison le fait chuter en onzième position et rétrograder à la sixième place du championnat. En Chine, il n'atteint pas la dernière phase des qualifications et s'élance en onzième position, sa plus mauvaise performance depuis le Grand Prix du Brésil 2009 où il était parti quinzième ; au terme du premier tour de course, il est quatorzième et doit se résoudre à une remontée pour finir cinquième, juste derrière Lewis Hamilton et Mark Webber. Lors du Grand Prix de Bahreïn, il réalise le quatrième hat-trick de sa carrière et revient en tête du championnat. En Espagne pour le retour en Europe, il termine sixième après avoir reçu une pénalité pour avoir ignoré un drapeau jaune en début d'épreuve. Lors du Grand Prix de Monaco, Vettel termine quatrième grâce à une stratégie décalée tandis que son coéquipier Mark Webber remporte l'épreuve.
Lors du Grand Prix du Canada sur le circuit Gilles-Villeneuve, il part pour la deuxième fois de la saison en pole position. En course, il est contraint d'adopter une stratégie à un seul arrêt pour contenir Lewis Hamilton. Finalement, il doit changer de pneus une deuxième fois dans les dix derniers tours et se classe quatrième. En Europe, l'Allemand obtient la trente-troisième pole position de sa carrière, égalant ainsi Alain Prost et Jim Clark ; en course, il prend le meilleur envol et domine avant d'abandonner sur problème technique, juste après que la voiture de sécurité ne libère la piste et alors qu'il menait l'épreuve, il est relégué à 26 points d'Alonso. Au Grand Prix de Grande-Bretagne, Vettel part en quatrième position sur la grille et finit troisième. À Hockenheim, il termine deuxième sous le drapeau à damiers mais reçoit vingt secondes de pénalité pour avoir dépassé Jenson Button hors de la piste : il est ainsi reclassé à la cinquième place. Au championnat, son retard se porte à 44 points. Lors du Grand Prix suivant, une semaine plus tard en Hongrie, il se classe quatrième de la course.
Au Grand Prix de Belgique, après la pause estivale, Sebastian Vettel s'élance de la dixième position et adopte une course agressive avec de nombreux dépassements pour finir deuxième derrière Jenson Button. Il profite de l'abandon d'Alonso pour revenir à 24 points au championnat. En Italie, il se qualifie à la sixième place et, en course, après une lutte acharnée contre Fernando Alonso, il est pénalisé pour conduite dangereuse avant d'abandonner à cause d'un problème d'alternateur. Il chute à la quatrième place du championnat. À Singapour, qualifié en troisième position, il est deuxième derrière le poleman Lewis Hamilton quand celui-ci abandonne sur panne de boîte de vitesses ; il remporte l'épreuve devant Button et Alonso et reprend la deuxième place du championnat.

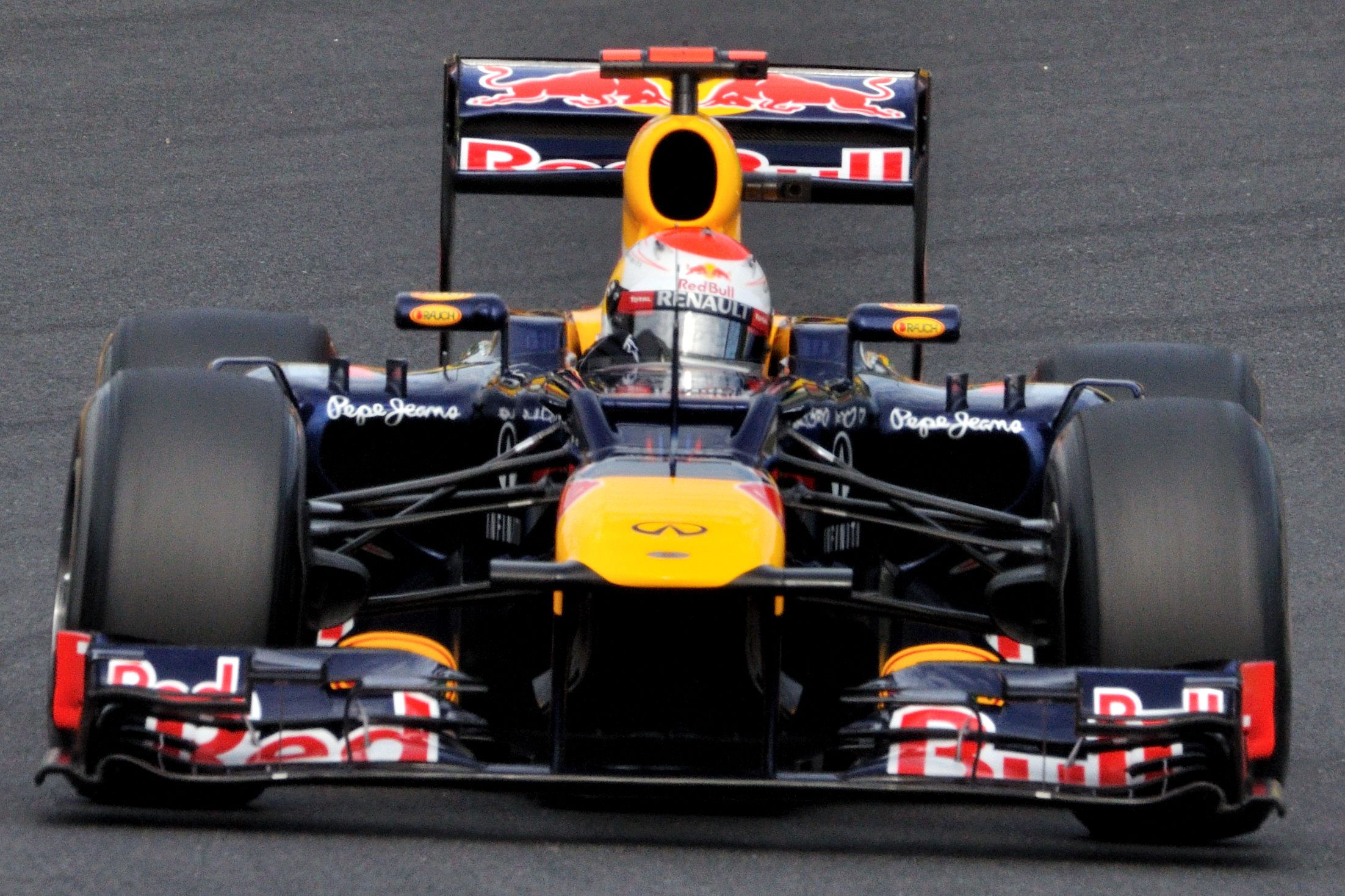
Sebastian Vettel au Grand Prix du Japon 2012.

Au Grand Prix du Japon, Vettel réalise la trente-quatrième pole position de sa carrière et devient ainsi le troisième pilote de l'histoire de ce classement, derrière Michael Schumacher et Ayrton Senna. Le lendemain, il obtient le cinquième hat trick de sa carrière et son deuxième grand chelem depuis ses débuts. Il revient à quatre points de Fernando Alonso au championnat. La semaine suivante en Corée du Sud, qualifié en première ligne derrière son équipier Mark Webber, il prend la tête dès les premiers hectomètres pour s'imposer devant son coéquipier et Fernando Alonso ; il prend la tête du championnat avec 6 points d'avance sur Alonso. Lors du dernier Grand Prix asiatique de l'année, en Inde, il augmente son avance sur son poursuivant au championnat grâce à une quatrième victoire consécutive.
À Abou Dabi, il réalise le troisième temps de la séance de qualification et reçoit l'ordre de son écurie d'abandonner sa monoplace en piste afin d'économiser son essence : la monoplace doit contenir au minimum un litre d'essence pour satisfaire aux contrôle de la FIA. Les commissaires de la FIA établissent que la voiture de Sebastian Vettel n'est pas parvenue à entrer aux stands par ses propres moyens comme requis par l'article 6.6.2 de la réglementation technique et qu'elle ne contenait que 0,850 litre de carburant : Vettel est exclu des qualifications et prend le départ de l'épreuve depuis la dernière place de la grille. Il se classe finalement troisième, juste derrière Alonso qui ne lui reprend que trois points au classement du championnat. Pour son centième Grand Prix, aux États-Unis, il obtient une nouvelle pole position mais doit se contenter de la deuxième position, derrière Hamilton ; ce résultat lui permet de récupérer les trois points qu'il avait perdus au profit de Alonso à Abou Dabi, abordant ainsi le dernier Grand Prix de la saison, au Brésil, avec 13 points d'avance. Qualifié quatrième alors qu'Alonso part septième, il est percuté par Bruno Senna en début de course et repart dernier. Il effectue une remontée jusqu'à se retrouver juste derrière son rival pour le titre au bout de vingt tours. Si Alonso termine deuxième de l'épreuve, sa sixième position lui permet toutefois de devenir le plus jeune triple champion du monde de l'histoire, le seul avec Juan Manuel Fangio (de 1954 à 1957) et Michael Schumacher (de 2000 à 2004) à avoir réussi à remporter au moins trois titres consécutifs.

### 2013: quadruple champion du monde
À Melbourne, lors du Grand Prix inaugural, il s'adjuge la pole position et se classe troisième de la course derrière Kimi Räikkönen et Fernando Alonso. Une semaine plus tard au Grand Prix de Malaisie, il réalise à nouveau la pole et s'impose devant Mark Webber, outrepassant ainsi les consignes de son équipe en dépassant son coéquipier australien qui préservait sa monoplace et ses pneus lors de son dernier relais. Il prend la tête du championnat, alors que de fortes tensions naissent dans l'écurie,. En Chine, Vettel se qualifie en neuvième position après un problème technique survenu lors de son ultime tentative en qualification et se classe quatrième d'une épreuve remportée par Fernando Alonso. Il conserve la tête du championnat avec trois points d'avance sur Kimi Räikkönen. Une semaine plus tard à Bahreïn, il s'élance en première ligne aux côtés de Nico Rosberg, le double dès le deuxième tour et remporte sa vingt-huitième victoire. En Espagne pour le retour en Europe, il termine au pied du podium mais garde la tête du championnat pour quatre points face à Räikkönen. Lors du Grand Prix de Monaco, Sebastian Vettel obtient le cinquantième podium de sa carrière grâce à une deuxième place. Deux semaines plus tard, il gagne pour la première fois le Grand Prix du Canada. En Grande-Bretagne, il abandonne pour la seule fois de la saison alors qu'il est en tête de l'épreuve, ce qui permet à Alonso, troisième de la course, de réduire son écart au championnat à 21 points.

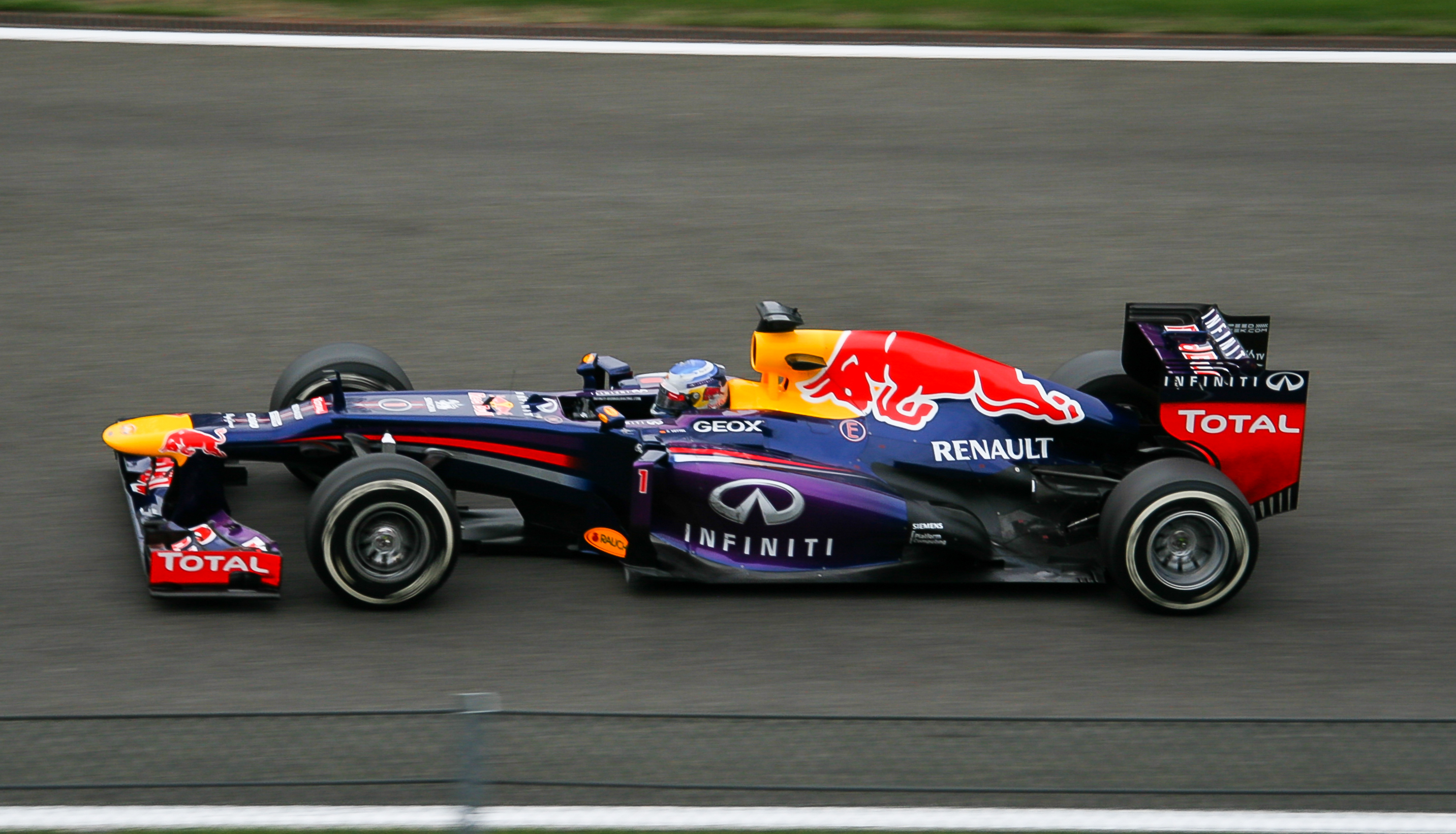
Vettel, lors du Grand Prix de Belgique 2013.

Pour son Grand Prix national, Vettel deuxième sur la grille, double Lewis Hamilton au premier virage pour prendre la tête et, après trois arrêts aux stands, conserve la première position jusqu'à l'arrivée, avec une seconde d'avance sur Räikkönen. L'Allemand obtient sa quatrième victoire de l'année, la trentième de sa carrière et, pour la première fois, son Grand Prix national. Il conserve la tête du championnat avec 157 points, suivi par Fernando Alonso (123 points). Troisième en Hongrie, il termine néanmoins devant son principal rival au championnat puisque ce dernier se classe cinquième mais derrière Räikkönen qui revient à la deuxième place et porte son retard à 38 points. Il remporte ensuite les Grands Prix de Belgique (où Räikkönen abandonne, profitant à Alonso qui redevient le dauphin de Vettel) d'Italie et de Singapour où il réalise le troisième chelem de sa carrière, qu'Alonso termine à chaque fois à la deuxième position, ce qui lui permet d'accroître régulièrement son avance au championnat du monde. Il réalise un nouveau chelem lors du Grand Prix de Corée du Sud quand Alonso termine seulement sixième. Le triple champion du monde allemand remporte sa cinquième victoire consécutive en s'imposant à l'arrivée du Grand Prix du Japon, repoussant Alonso à 90 points à quatre courses du terme.
À l'arrivée du Grand Prix d'Inde où il reste invaincu, Sebastian Vettel obtient sa sixième victoire consécutive et s'assure mathématiquement son quatrième titre consécutif de champion du monde, à l'instar de son écurie Red Bull, alors que trois épreuves restent à courir. Il gratifie le public d'une série de donuts en plein milieu de la ligne droite des stands pour fêter l'événement. Quadruple champion du monde à 26 ans, il rejoint Alain Prost au palmarès et égale la série de Juan Manuel Fangio de 1954 à 1957. Il est le plus jeune pilote quadruple champion du monde de Formule 1. En s'imposant à Abou Dabi, Sebastian Vettel égale le record de sept victoires consécutives de Michael Schumacher (entre Grand Prix automobile d'Europe 2004 et le Grand Prix automobile de Hongrie 2004).
En remportant le Grand Prix des États-Unis, il devient le premier pilote de l'histoire à gagner huit Grands Prix consécutifs sur une saison. Pendant qu'il effectue une nouvelle série de donuts au milieu de son tour d'honneur sur le bitume texan, Vettel s'adresse à son stand par radio : « Je reste sans voix. Nous devons absolument nous rappeler de ces journées car nous n'avons aucune garantie que cela durera pour toujours. Je vous aime les gars ». Enfin, au Brésil, il conclut l'année sur un neuvième succès consécutif, égalant la série d'Alberto Ascari à cheval sur 1952 et 1953. Ainsi que le record de treize victoires dans une saison établi par Michael Schumacher en 2004 ; il fixe également un nouveau record de points en inscrivant 397 points (records battus en 2023 par Max Verstappen).

### 2014: dernière année difficile avec Red Bull
À Melbourne, lors du Grand Prix inaugural, il n'atteint pas la dernière phase des qualifications et, parti douzième, il abandonne après trois tours de course. En Malaisie, qualifié en première ligne derrière Lewis Hamilton, il se classe troisième de l'épreuve. Une semaine plus tard, lors du Grand Prix de Bahreïn, Vettel rencontre des problèmes moteur et termine sixième, derrière son équipier Daniel Ricciardo qui le passe en fin d'épreuve.

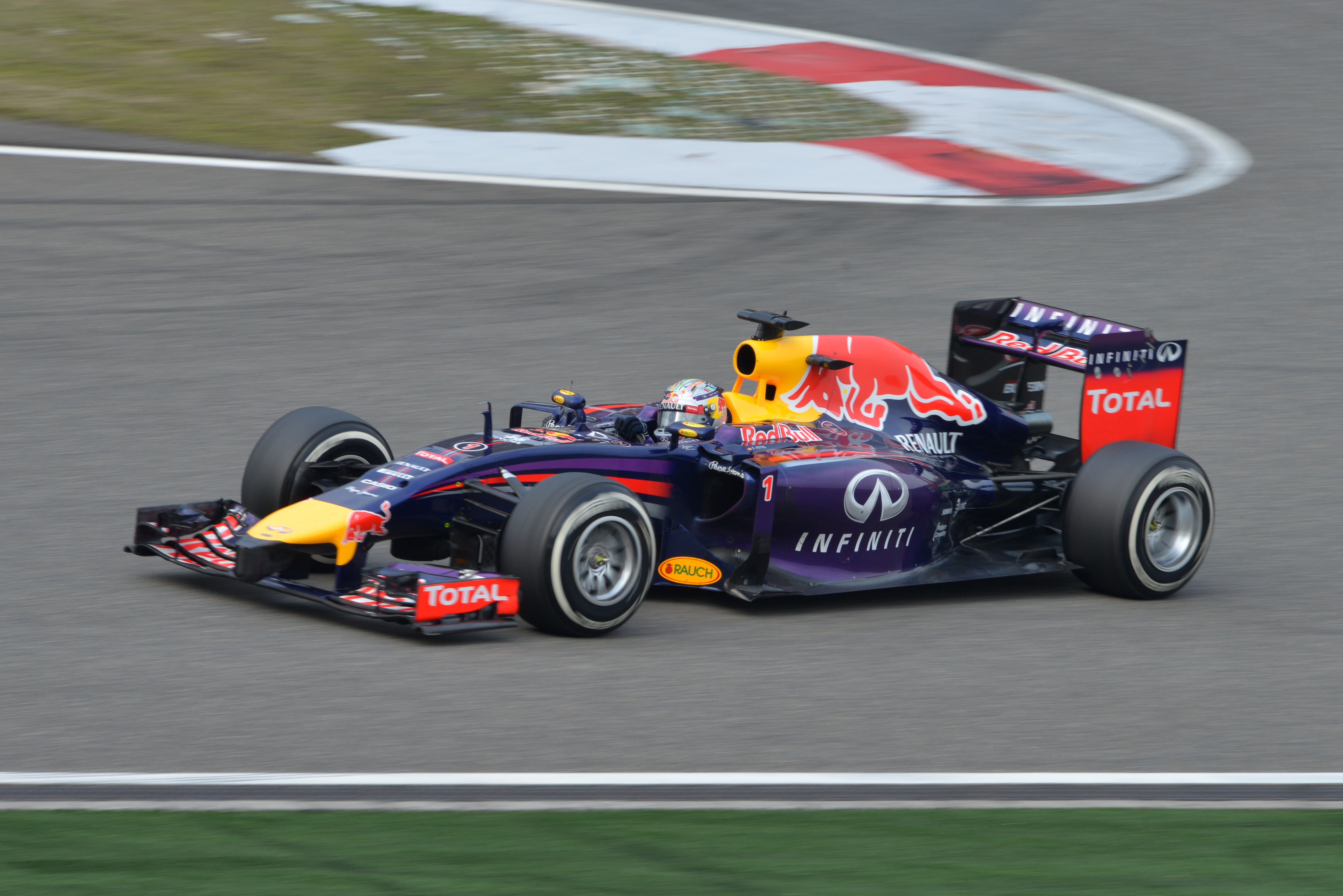
Sebastian Vettel lors du Grand Prix de Chine 2014.

Pour le retour en Europe, en Espagne, Sebastian Vettel connaît un week-end difficile avec de nombreux problèmes techniques. Le vendredi, il ne parvient pas à faire plus de quatre tours en essais à cause d'une panne de boîte de vitesses qui provoque son recul de cinq places sur la grille de départ. En adoptant une stratégie de course agressive, il finit l'épreuve quatrième. Lors du Grand Prix de Monaco, il abandonne pour la deuxième fois de la saison à cause d'un problème au niveau du turbocompresseur. Après six courses, Vettel ne pointe qu'au sixième rang avec 77 points de retard sur Nico Rosberg, au volant d'une voiture toutefois nettement plus performante que la sienne. Au Canada, où les Mercedes sont en proie à des problèmes de puissance, il termine troisième et assiste à la première victoire en Formule 1 de son coéquipier Daniel Ricciardo. Au Grand Prix de Grande-Bretagne, qualifié en première ligne pour la seconde fois de la saison, il perd quatre places en un tour et termine cinquième après une passe d'armes âpre avec Fernando Alonso en fin de course. Au Grand Prix de Hongrie, deuxième derrière Rosberg sur la grille de départ, il finit huitième après un tête-à-queue tandis que son équipier Ricciardo remporte l'épreuve.
En Belgique, après la pause estivale, Vettel se qualifie en troisième position à plus de deux secondes des Mercedes ; le lendemain, après deux erreurs en début de course, il se classe cinquième quand son coéquipier remporte une seconde victoire consécutive. Il réalise sa meilleure performance de l'année à Singapour en se classant deuxième et en menant un tour pour l'unique fois de la saison. Au Grand Prix du Japon, après quinze manches sans victoire, l'Allemand annonce qu'il quittera Red Bull Racing à la fin de l'année ; il termine troisième de la course, juste devant son coéquipier et, profitant de l'abandon de Fernando Alonso accède à la quatrième place du championnat du monde. À cet instant, il ne peut plus être champion du monde. Il se classe ensuite huitième à Sotchi, septième à Austin et cinquième à Interlagos, ce qui lui permet de conserver la quatrième place au championnat.
Le 20 novembre, avant la dernière manche de la saison à Abou Dabi, il est annoncé officiellement chez Ferrari où il remplace Fernando Alonso pour faire équipe avec Kimi Räikkönen à partir de 2015 pour trois ans ; il arborera le no 5 comme numéro permanent en Formule 1,. Il explique ainsi sa décision : « Quand j'étais enfant, Michael Schumacher dans la voiture rouge était mon idole, et c'est aujourd'hui un incroyable honneur d'avoir finalement la chance de conduire une Ferrari. J'avais déjà eu un avant-goût de ce que l'esprit Ferrari signifie lorsque j'ai remporté ma première victoire à Monza en 2008 avec un moteur du cheval cabré conçu à Maranello. La Scuderia a une grande tradition dans ce sport et je suis particulièrement motivé pour l'aider à revenir au sommet. Je mettrai mon âme et mon cœur pour que cela se réalise. » Sebastian Vettel termine cinquième du championnat, sans aucune victoire ou pole position, une première depuis 2007 avec 167 points, et a été dans l'ombre de son équipier Ricciardo, auteur des seules victoires de l'écurie, troisième avec 238 unités.

### 2015: transfert chez Ferrari

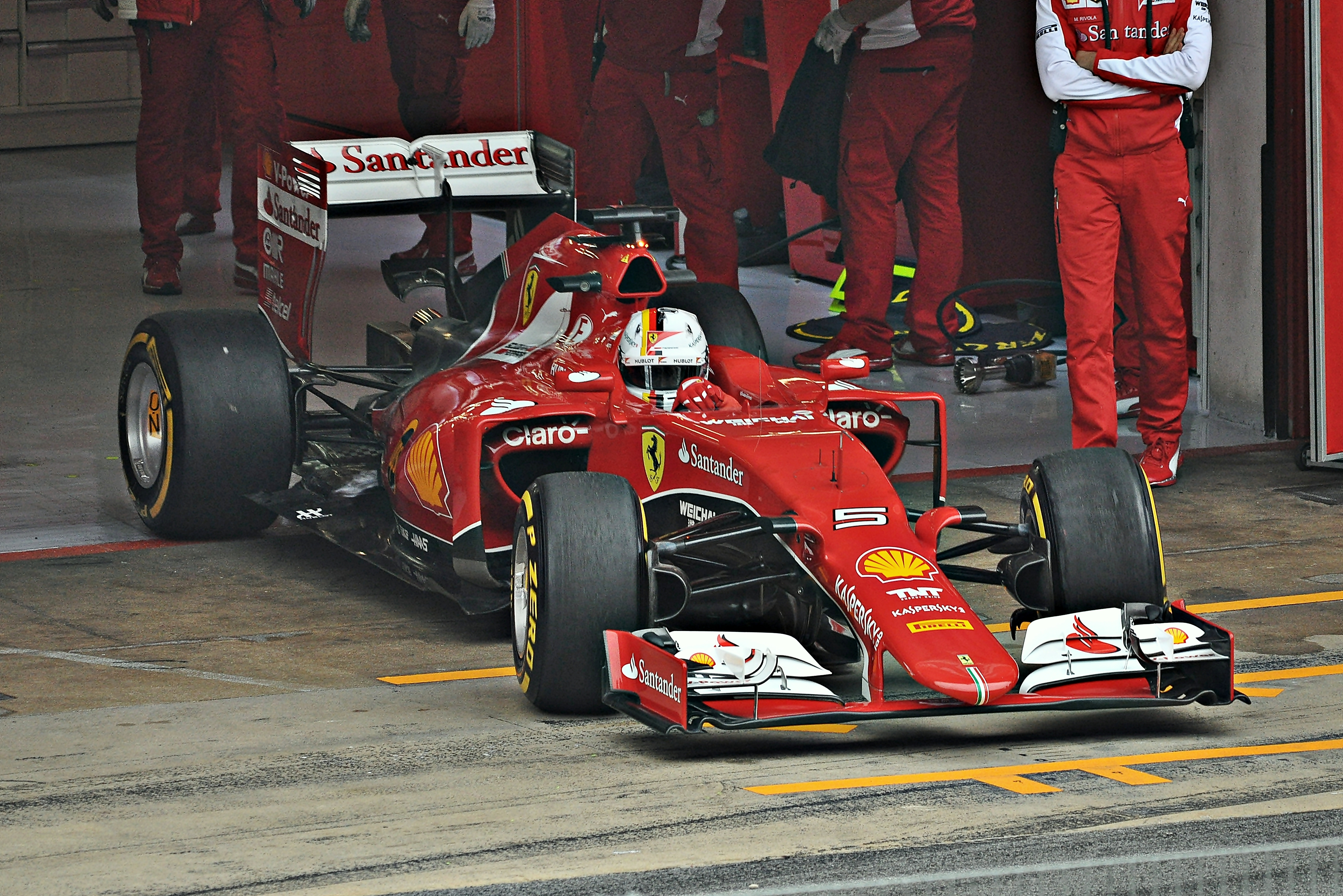
Sebastian Vettel durant les tests à Jerez en février 2015.

En Australie, pour l'ouverture de la saison, Sebastian Vettel obtient son premier podium pour la Scuderia en terminant troisième derrière les deux pilotes Mercedes. Au Grand Prix de Malaisie, deux semaines plus tard, il se qualifie en première ligne aux côtés du poleman Lewis Hamilton et obtient sa première victoire avec la Scuderia ; il n'avait plus gagné depuis le Grand Prix du Brésil 2013 et Ferrari depuis le Grand Prix d'Espagne 2013. En Chine, il monte sur son troisième podium consécutif grâce à sa troisième place. Une semaine plus tard à Bahreïn, qualifié en deuxième position, il livre quelques passes d'armes avec Nico Rosberg mais endommage son aileron avant en sortant des limites de la piste ; un changement d'aileron le fait chuter à la cinquième place finale tandis que son coéquipier Kimi Räikkönen se classe deuxième.
Pour le retour en Europe, lors du Grand Prix d'Espagne, le pilote allemand est troisième des qualifications juste derrière les Mercedes. Il profite d'un bon départ sur le côté propre de la piste pour passer Hamilton au premier virage ; celui-ci passe alors à une stratégie à trois arrêts qui lui permet de reprendre l'avantage en fin de course. Vettel, troisième, monte sur le soixante-dixième podium de sa carrière. À Monaco, il se qualifie en troisième position derrière les Mercedes. Le lendemain, en fin d'épreuve, alors qu'il est troisième, juste derrière Rosberg et à bonne distance d'Hamilton, il profite d'une erreur stratégique de l'écurie Mercedes qui fait rentrer son chef de file pour prendre in-extremis, la deuxième place, intercalé entre Rosberg et Hamilton. Au Grand Prix du Canada, il connaît un weekend difficile à cause d'un problème moteur durant les qualifications et une rétrogradation de cinq places pour avoir dépassé sous drapeau rouge lors des essais libres. Dix-huitième sur la grille, il finit l'épreuve cinquième. Au Grand Prix de Grande-Bretagne, il termine troisième derrière les pilotes Mercedes. En Hongrie, après s'être qualifié troisième, il prend la tête de la course dès le départ en surprenant les deux Mercedes qui occupaient la première ligne et ne quitte le commandement qu'un seul tour au profit de son équipier Kimi Räikkönen, lors de son arrêt au stand. En remportant la quarante-et-unième victoire de sa carrière en Formule 1, il rejoint Ayrton Senna à la troisième place des pilotes les plus victorieux de la discipline. Il dédie sa victoire à Jules Bianchi décédé une semaine plus tôt en déclarant : « Merci Jules, cette victoire est pour toi. Tu seras toujours dans nos cœurs. On sait tous qu'un jour, tu aurais fait partie de cette équipe. »

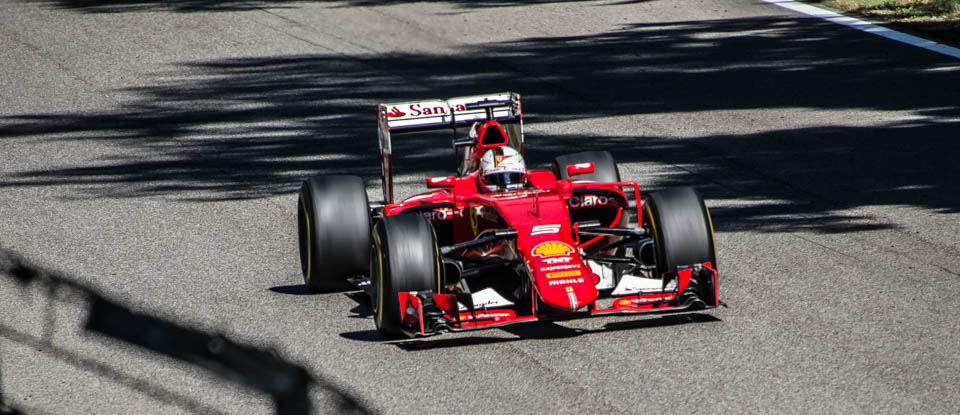
Sebastian Vettel à Monza en 2015.

En Belgique, Sebastian Vettel rate sa qualification et occupe la huitième position sur la grille. En course, grâce à une stratégie à un seul arrêt et un bon envol, il se retrouve rapidement troisième mais, dans l'avant-dernier tour, son pneu arrière-droit, extrêmement usé, explose ; il rentre à son stand, où il abandonne. À Singapour, il obtient sa première pole position depuis le Grand Prix du Brésil 2013, sa première avec la Scuderia et la première de l'écurie italienne depuis le Grand Prix d'Allemagne 2012 ; le lendemain, il remporte son troisième succès de l'année après avoir mené l'intégralité de l'épreuve, ce qui porte son total de victoires à quarante-deux et lui permet de dépasser Ayrton Senna à la troisième place du palmarès des vainqueurs de Grand prix. En Russie, quatrième des qualifications, il se retrouve troisième après avoir dépassé son équipier et Valtteri Bottas et profite de l'abandon de Rosberg pour terminer deuxième, ce qui lui permet d'accéder au deuxième rang du championnat du monde aux dépens de son compatriote. Au Mexique, victime d'une crevaison qui ruine sa course dès les premiers tours, il abandonne sur sortie de piste en fin d'épreuve. À l'occasion de la dernière épreuve de la saison à Abou Dabi, il n'atteint pas la dernière phase des qualifications et s'élance en quinzième position. Le lendemain, il franchit la ligne d'arrivée quatrième. Vettel, qui comptabilise treize podiums en tout, termine troisième du championnat avec 278 points.

### 2016: saison en demi-teinte

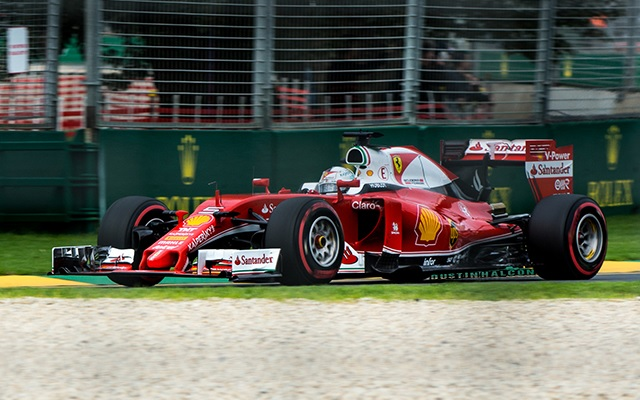
Vettel au Grand Prix d'Australie 2016.

Qualifié troisième en Australie, Vettel prend la tête de l'épreuve dès le départ en surprenant les deux pilotes Mercedes en première ligne ; l'interruption de la course sur drapeau rouge ruine sa stratégie et le fait chuter à la troisième position finale, derrière Rosberg et Hamilton. Lors du Grand Prix de Bahreïn, il abandonne sur casse moteur durant le tour de formation. En Chine, il finit deuxième à trente secondes du vainqueur Nico Rosberg ; ce résultat lui permet de dépasser Ayrton Senna au classement des pilotes de Formule 1 par nombre de podiums. Lors du Grand Prix de Russie, deuxième temps des qualifications, il s'élance depuis la septième position à cause d'une pénalité pour avoir changé sa boîte de vitesses. Le lendemain, il abandonne au bout de quelques hectomètres de course après avoir été percuté par deux fois par Daniil Kvyat. Alors qu'il ambitionnait de se battre pour le titre mondial, le pilote allemand est déjà relégué à 67 points du leader Nico Rosberg après seulement quatre Grand Prix.
En Espagne pour le retour en Europe, Sebastian Vettel termine troisième derrière son équipier après une passe d'armes avec Daniel Ricciardo en fin d'épreuve. À Monaco, qualifié en quatrième position, il termine le Grand Prix à la même place. Lors du Grand Prix du Canada, il prend la tête de la course dès l'extinction des feux mais sa stratégie de course à deux arrêts (et trois sortes de pneumatiques différents) le fait chuter en deuxième position à l'arrivée, derrière Lewis Hamilton. En Hongrie, en terminant quatrième, il passe la barre des 2 000 points inscrits en Formule 1. Lors du Grand Prix d'Italie, après cinq manches sans podium, il obtient une troisième place derrière les deux pilotes Mercedes. À Singapour, Vettel ne parvient pas à faire de tour chronométré durant les qualifications à cause de la casse de sa barre antiroulis. Dernier sur la grille, il franchit la ligne d'arrivée cinquième. Au Grand Prix de Malaisie, il abandonne dès le premier virage après avoir accroché Nico Rosberg et écope d'une pénalité d'un recul de trois places lors du Grand Prix suivant. À cinq courses de la fin de la saison, il ne peut plus espérer devenir champion du monde. Il se classe ensuite quatrième à Suzuka.
Au Mexique, quatrième derrière Max Verstappen sous le drapeau à damier, il profite de la pénalité de cinq secondes infligée au Néerlandais pour monter sur le podium. Il reçoit ensuite une pénalité de dix secondes et se classe finalement cinquième, la troisième place revenant à Daniel Ricciardo. Durant l'épreuve, dans un moment de colère après que Verstappen ait coupé un virage pour protéger sa position sans être sanctionné par les commissaires de course, il l'insulte violemment ainsi que le directeur de course Charlie Whiting. Si Whiting considère l'incident clos, la FIA pourrait demander une sanction : « Il s'est excusé donc, personnellement, j'ai tourné la page mais il faudra voir comment mes patrons vont se saisir du problème ». Il termine sa saison sur un septième podium à Abou Dabi (totalisant à la fin trois 2e places et quatre 3e places) et se classe quatrième du championnat avec 212 points, derrière Nico Rosberg (champion), Lewis Hamilton et Daniel Ricciardo.

### 2017-2018: vice-champion du monde

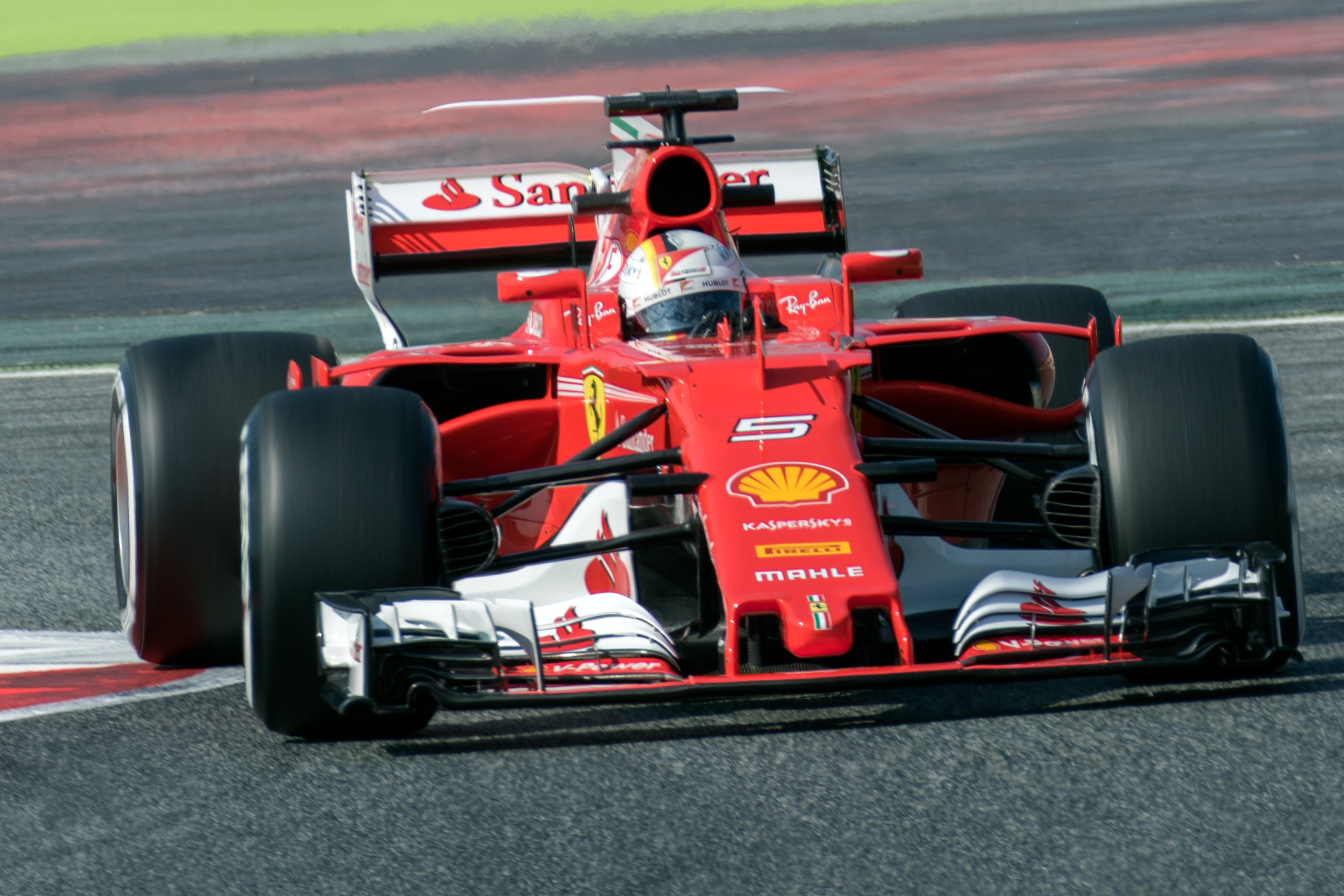
Sebastian Vettel durant les tests à Barcelone en février 2017.

À Melbourne, lors du Grand Prix inaugural, Sebastian Vettel s'élance en première ligne aux côtés de Lewis Hamilton. Le lendemain, il remporte son premier succès (et celui de la Scuderia Ferrari) depuis 18 mois, devant les pilotes Mercedes. En Chine, il se qualifie en deuxième position. En course, il fait un arrêt précoce au stand et se retrouve coincé derrière les pilotes Red Bull, ainsi que son coéquipier. Il parvient à les doubler pour terminer deuxième. Une semaine plus tard, à Bahreïn, il est troisième des qualifications juste derrière les Mercedes. Il profite d'un bon départ sur le côté propre de la piste pour passer Hamilton au premier virage puis s'impose ; il occupe seul la tête du championnat avec sept points d'avance sur le pilote britannique. Au Grand Prix de Russie, il partage la première ligne avec son équipier Räikkönen, avant de finir deuxième derrière Valtteri Bottas qui l'a dépassé dès le départ. Lors du Grand Prix d'Espagne, qui marque le début de la saison européenne, Vettel franchit la ligne d'arrivée deuxième et garde la tête du championnat. À Monaco, après être parti deuxième derrière Kimi Räikkönen, il prend la tête de l'épreuve à l'issue de son unique arrêt au stand et remporte la manche. Ferrari ne s'était plus imposé à Monaco depuis 2001 et Vettel depuis 2011. Au Canada, après s'être retrouvé à la dix-huitième place à la suite d'un accrochage avec Max Verstappen, il remonte jusqu'au quatrième rang et limite les dégâts face à Lewis Hamilton qui remporte l'épreuve ; sa série de premières et deuxièmes places depuis le début de saison s'achève toutefois au bord du fleuve Saint-Laurent.
Lors du Grand Prix d'Azerbaïdjan, il s'élance quatrième mais se retrouve en deuxième position derrière Lewis Hamilton dès la fin du premier tour. Dans cette course où la voiture de sécurité sort trois fois, en raison de nombreux débris éparpillés sur la piste, lors de la deuxième relance, Sebastian Vettel est surpris par un freinage de Hamilton, le percute et a un mouvement d'humeur, se portant à la hauteur de la Mercedes et lui donnant un coup de roue, ce qui lui vaut ultérieurement une pénalité de 10 secondes qu'il observe au stand après 33 tours. Hamilton, de son côté, a aussi dû s'arrêter puisque la protection de son habitacle, mal fixée, se détachait. L'Allemand ressort devant lui après son stop-and-go, et ces deux derniers terminent quatrième et cinquième de la course gagnée par Daniel Ricciardo. Vettel, qui du coup porte son avance sur Hamilton à 14 points en tête du championnat, perd également trois points sur sa superlicence et totalise désormais neuf points de pénalité pour un « permis » qui en compte douze et dont la perte entraîne la suspension pour un Grand Prix. La FIA se saisit ensuite de l'affaire pour décider si Vettel doit être pénalisé plus gravement (disqualification de la course, Grand Prix de suspension, etc.). Le lundi 3 juillet à Paris, où il vient s'excuser, le pouvoir sportif décide de ne pas aller plus loin. Sebastian Vettel reconnaît sa responsabilité dans une lettre d'excuses publiques et doit, à la demande de la FIA, effectuer des heures d'activités éducatives dans les championnats de Formule 2, de Formule 3 et de Formule 4.

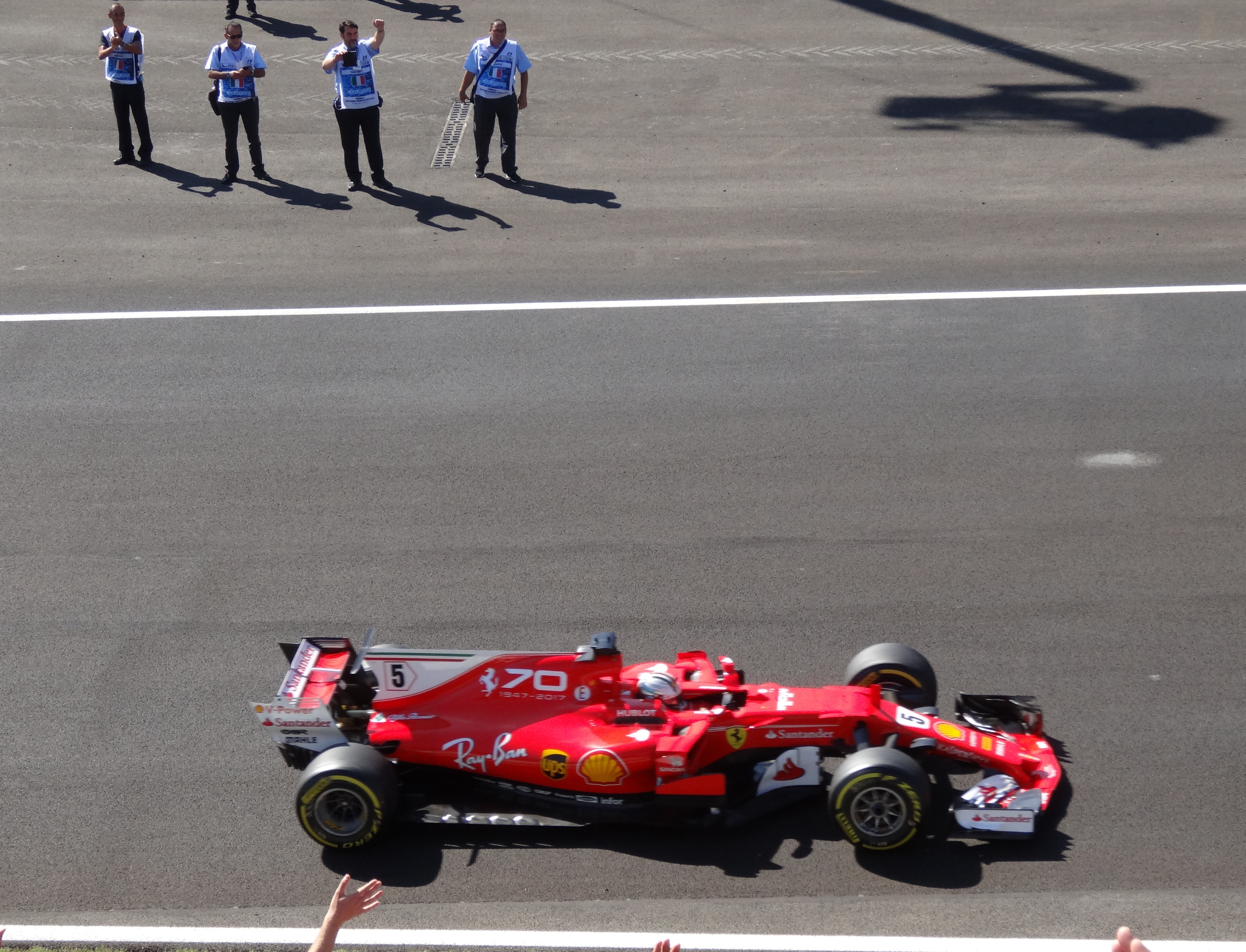
Sebastian Vettel au Grand Prix d'Italie 2017.

En Autriche, il termine deuxième derrière Bottas et porte son avance sur le coéquipier de ce dernier à 20 points, mais est ramené durement à la réalité en Grande-Bretagne, où il se bat pour une place sur le podium mais subit une crevaison dans le dernier tour et chute en septième position. Au Grand Prix de Hongrie, après s’être élancé de la pole position, il obtient sa quatrième victoire de l'année malgré un souci de direction. En marge du Grand Prix de Belgique, Ferrari annonce la reconduction du contrat de Vettel pour trois saisons supplémentaires, jusqu'en 2020. Sur le circuit des Ardennes, il roule toute l'épreuve au deuxième rang dans le sillage de Lewis Hamilton qui l'emporte et réduit de moitié son retard au championnat. Une semaine plus tard à Monza, les Mercedes réalisent un doublé, l'Allemand termine ainsi troisième et perd la tête du championnat pilotes au bénéfice de son rival. Lors du Grand Prix de Singapour, il abandonne dès les premiers mètres de course après un triple accrochage avec Max Verstappen et Kimi Räikkönen suivi d'un tête-à-queue qui ruine le bénéfice de sa pole position et le rejette à 28 points d'Hamilton, vainqueur de l'épreuve. En Malaisie, il connaît un weekend difficile à cause d'un problème moteur durant les qualifications qui le relègue en dernière position sur la grille ; le lendemain, il remonte jusqu'à la quatrième place. Une semaine plus tard au Japon, il s'élance en première ligne mais abandonne au quatrième tour à cause d'un problème moteur ce qui le repousse à 59 points d'Hamilton. Au Grand Prix des États-Unis, il s'élance de la deuxième place et surprend même Lewis Hamilton en lui ravissant la première place mais le pilote Mercedes reprend sa position après cinq tours. En finissant deuxième derrière Hamilton, Sebastian Vettel se retrouve à 66 points du leader du championnat. Lors du Grand Prix du Mexique, il obtient la cinquantième pole position de sa carrière. Dix-huitième après un accrochage avec Hamilton, il remonte jusqu'au quatrième rang et voit le pilote britannique remporter son quatrième titre mondial en terminant neuvième. Au Brésil, qualifié en deuxième position derrière Bottas, il pointe en tête dès le premier virage et remporte sa première victoire en huit courses. À Abou Dabi, il franchit la ligne d'arrivée troisième et devient vice-champion du monde avec 317 points.

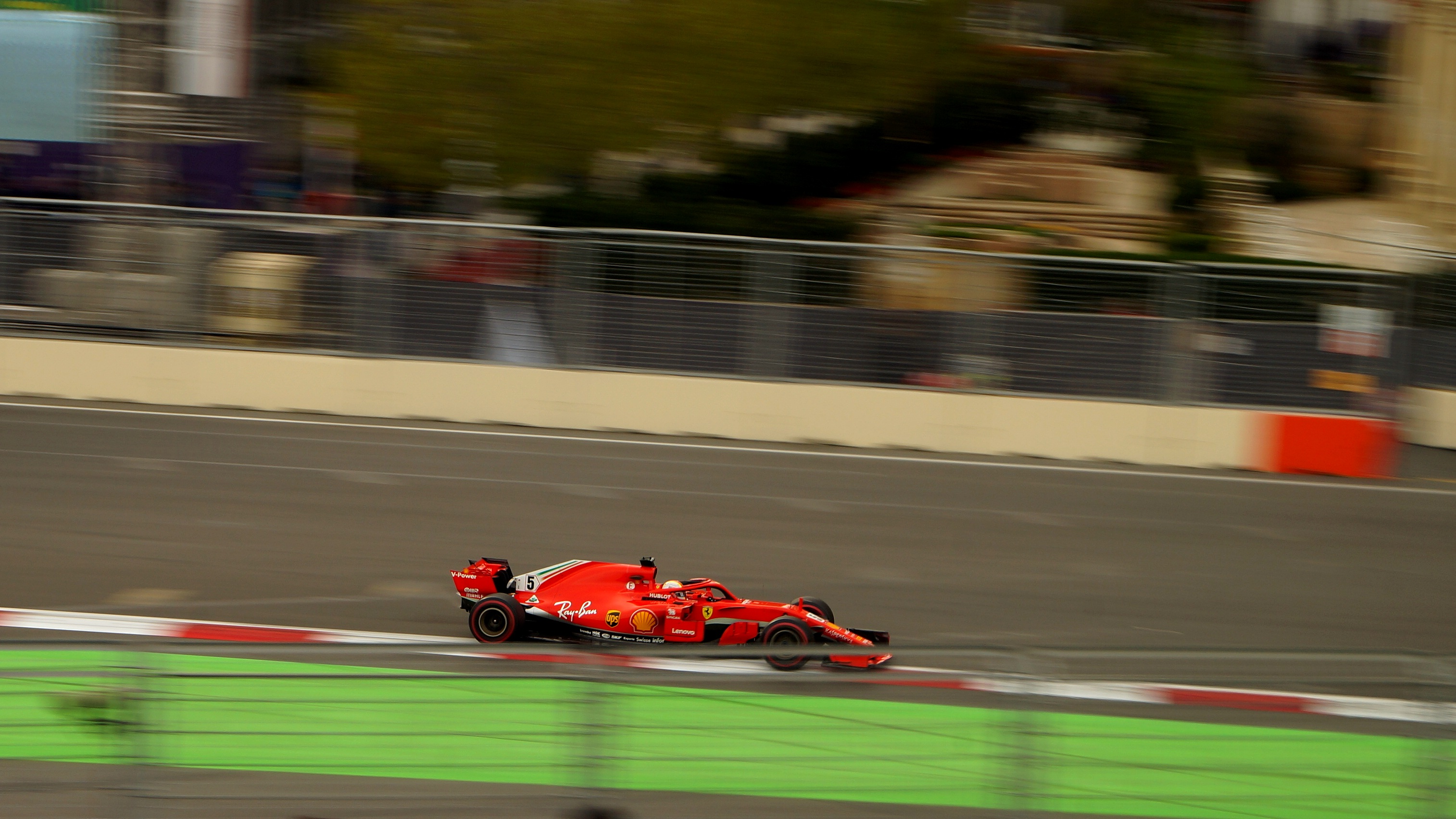
Sebastian Vettel à Bakou en 2018.

Pour le premier Grand Prix de l'année 2018, en Australie, il s'élance en troisième position à six dixièmes de seconde de Lewis Hamilton. Le lendemain, Vettel profite d'une neutralisation de la course par la voiture de sécurité virtuelle pour effectuer son unique arrêt au stand et ressortir en tête, juste devant le Britannique qui n'a pas pu profiter de cet avantage, ayant effectué son arrêt peu avant ; comme en 2017, il s'impose devant Hamilton. Pour son 200e Grand Prix, à Bahreïn, il obtient sa première pole position de la saison et remporte l'épreuve malgré des soucis de pneumatiques en fin de course. Une semaine plus tard, au Grand Prix de Chine, il réalise une nouvelle pole position et domine la première partie de course avant d'être doublé par Valtteri Bottas lors des arrêts au stand. À quinze tours du but, envoyé en tête-à-queue par Max Verstappen, pénalisé pour cette manœuvre, il chute à la huitième position. En Azerbaïdjan, il obtient sa troisième pole position consécutive et mène la majeure partie de la course ; en fin d'épreuve, alors qu'il roule derrière Bottas qui a réalisé l'undercut, il tente de le dépasser lors de la relance de l'épreuve, tire tout droit dans un virage et chute à la quatrième place finale.
Pour le retour en Europe, troisième des qualifications du Grand Prix d'Espagne derrière les Mercedes, il profite d'un bon départ sur le côté propre de la piste pour passer Bottas au premier virage ; une stratégie de course à deux arrêts ne lui permet pas de terminer mieux que quatrième. À Monaco, il roule toute la course au deuxième rang dans le sillage de Daniel Ricciardo qui l'emporte. Deux semaines plus tard, au Canada, Sebastian Vettel réalise la pole position, mène l'intégralité de l'épreuve, remporte la cinquantième victoire de sa carrière et reprend la tête du championnat avec un point d'avance sur Lewis Hamilton. Après un weekend difficile en France, il obtient son cinquième podium de l'année en terminant troisième du Grand Prix d'Autriche. En Grande-Bretagne, qualifié en première ligne derrière Hamilton, il prend la tête dès les premiers hectomètres et s'impose pour la première fois depuis 2009 à Silverstone. Lors de son Grand Prix national, il abandonne pour la seule fois de la saison à quinze tours de la fin, en ratant son freinage et en percutant le muret alors qu'il est en tête de la course. La semaine suivante, en Hongrie, il ne se qualifie que quatrième ; deuxième de l'épreuve, il se retrouve à 24 points d'Hamilton, vainqueur.
Au Grand Prix de Belgique, après la pause estivale, Vettel remporte son cinquième succès de l'année après avoir mené l'intégralité de la course, et porte son total de victoires à cinquante-deux, dépassant Alain Prost au palmarès des vainqueurs de Grand Prix. En Italie, dix-huitième après un accrochage avec Lewis Hamilton, il remonte jusqu'au quatrième rang et limite les dégâts face au pilote britannique qui gagne l'épreuve. Ses accrochages au départ ou en course avec Max Verstappen à Suzuka et avec Daniel Ricciardo à Austin témoignent de sa fébrilité dans la deuxième partie de la saison et obèrent ses chances de remporter le titre face à Hamilton qui ne commet pour sa part aucune erreur. Lors du Grand Prix de Singapour et de Russie, il termine troisième. Au Mexique, il obtient la deuxième place et voit Hamilton remporter son cinquième titre mondial en terminant quatrième. Lors du dernier Grand Prix de la saison, l'Allemand franchit la ligne d'arrivée deuxième et achève sa saison avec 320 points.

### 2019: impossibilité de lutter pour le titre

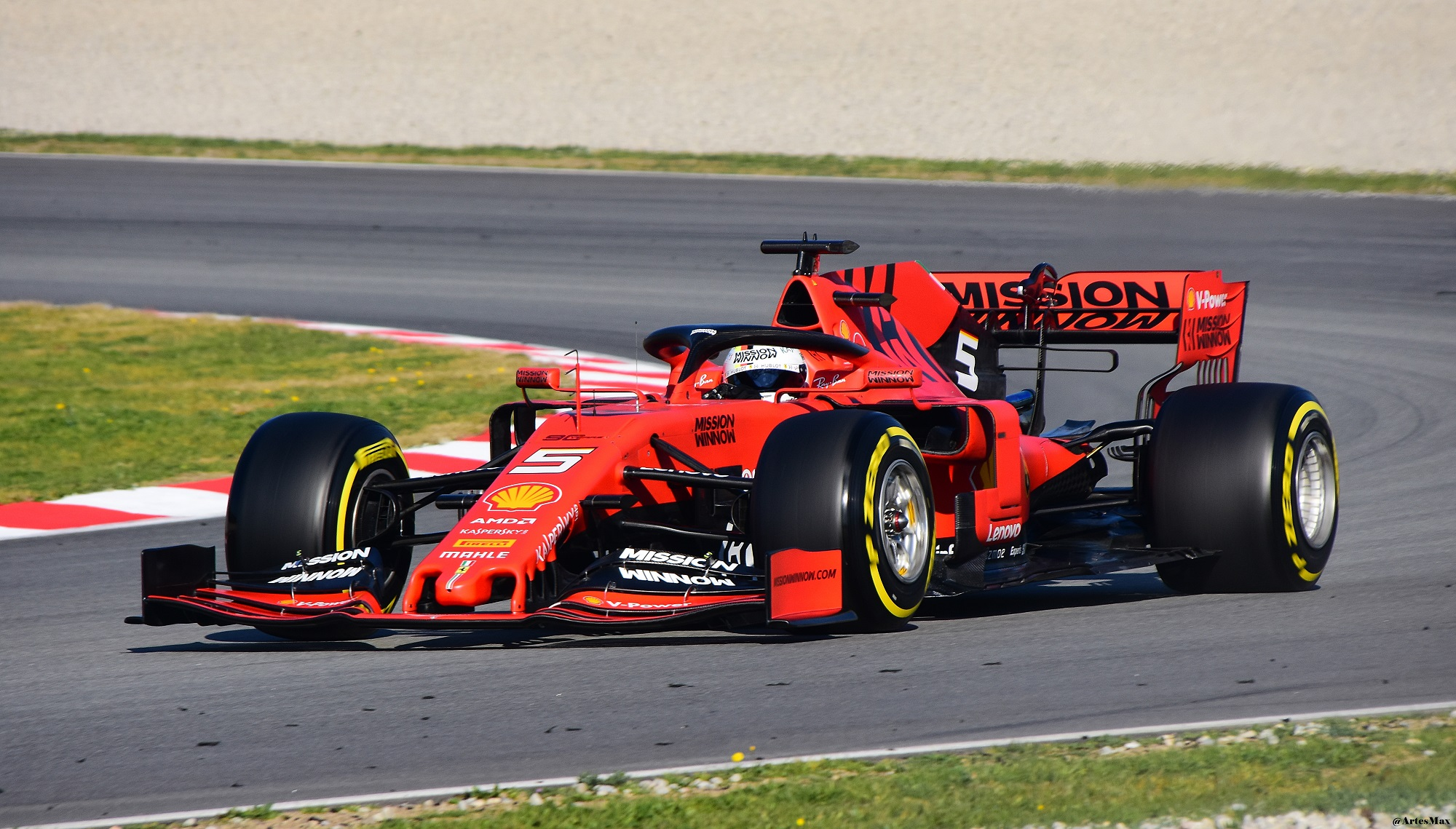
Vettel lors des essais hivernaux à Barcelone en 2019.

Au Grand Prix d'Australie, en ouverture de la saison, Vettel se qualifie en troisième position, derrière les pilotes Mercedes ; en difficulté vers la mi-course, il est doublé par Max Verstappen et termine quatrième. À Bahreïn, il part à la faute après avoir été dépassé par Hamilton, les vibrations causées par un plat sur ses pneus provoquent une casse spectaculaire de son aileron avant et il doit repasser par les stands, il franchit la ligne d'arrivée cinquième. En Chine, Vettel, qui bénéficie d'une consigne d'équipe, termine troisième derrière les Mercedes, comme en Azerbaïdjan. Lors du Grand Prix de Monaco, il finit troisième mais profite d'une pénalité infligée à Verstappen pour être reclassé second. Deux semaines plus tard, il réalise la pole position au Canada et franchit la ligne d'arrivée en tête ; la victoire revient cependant à Lewis Hamilton, car l'Allemand est sanctionné de cinq secondes de pénalité pour avoir tassé son rival après une erreur sur la piste, il est ainsi reclassé deuxième. Il termine cinquième du Grand Prix de France, derrière son coéquipier Charles Leclerc. En Grande-Bretagne, qualifié sixième, il se bat contre Max Verstappen pour le gain de la troisième place, le percute, reçoit une pénalité de dix secondes et finit seizième.
Pour son Grand Prix national, Sebastian Vettel ne parvient pas à faire de tour chronométré durant les qualifications à cause de la casse de son turbocompresseur ; parti dernier, il franchit la ligne d'arrivée deuxième. Il monte également sur le podium du Grand Prix de Hongrie, où il se classe troisième et termine quatrième en Belgique avec le point supplémentaire du meilleur tour en course, alors que son équipier s'impose pour la première fois de sa carrière et offre à la Scuderia Ferrari son premier succès de l'année. Pour le Grand Prix à domicile de Ferrari à Monza, il se qualifie à la quatrième place derrière les pilotes Mercedes, alors que son coéquipier réalise la pole position. En début d'épreuve, il part en tête-à-queue et percute Lance Stroll en revenant sur la piste, ce qui lui vaut une pénalité de dix secondes ; il finit quatorzième quand Charles Leclerc s'impose. À Singapour, l'Allemand se qualifie troisième ; le lendemain, il anticipe son arrêt au stand alors qu'il roule en troisième position, ce qui lui permet de dépasser Hamilton et Leclerc et d'obtenir son unique succès de la saison. Lors du Grand Prix du Japon, il obtient sa seconde pole position et finit deuxième, derrière Valtteri Bottas qui l'a dépassé dès le départ. Au Mexique, qualifié troisième il part deuxième après la pénalité de Max Verstappen ; il termine l'épreuve à la même place. Sur le circuit d'Austin, il abandonne en début de course à cause de la casse de la suspension arrière. Au Brésil, parti deuxième, il abandonne en fin d'épreuve après un accrochage avec son équipier Charles Leclerc. Lors du dernier Grand Prix de la saison à Abou Dabi, il termine cinquième. Le pilote allemand se classe cinquième du championnat avec 240 points.

### 2020: dernière année difficile avec Ferrari
Le 12 mai 2020, alors que le championnat reste en suspens en raison de la pandémie de Covid-19 et que les onze premières courses de la saison ont été soit annulées soit reportées, Ferrari et Sebastian Vettel annoncent conjointement que son contrat ne sera pas renouvelé et que 2020 constitue sa dernière année au sein de la Scuderia,. « Ma relation avec Ferrari s'achèvera à la fin 2020. Afin d'obtenir les meilleurs résultats dans ce sport, il est vital pour toutes les parties prenantes de travailler en parfaite harmonie. L'équipe et moi-même avons réalisé que nous n'éprouvions plus le désir commun de rester ensemble au delà de la fin de cette saison. Les questions financières n'ont joué aucun rôle dans cette décision. Ce n'est pas comme cela que je réfléchis quand il s'agit de prendre certaines décisions et cela ne sera jamais le cas. »
En marge du premier Grand Prix de l'année, en Autriche, Vettel révèle qu'il n'a en fait reçu aucune offre de Ferrari mais un simple coup de téléphone de Mattia Binotto lui annonçant la fin de leur collaboration. Le patron de la Scuderia se justifie en expliquant qu'il voulait dans un premier temps « continuer avec Seb » mais que la pandémie de Covid-19 « a changé tout notre monde, pas seulement le sport auto ou la F1. Il y a un budget plafonné plus dur qui a été implanté, des règles nouvelles avec le gel du développement et le report du règlement 2021 à 2022. Toute la situation a changé. De plus, la saison n'a pas pu démarrer donc Sebastian n’a pas eu l'opportunité de nous montrer à quel point il voulait continuer avec nous. Bien évidemment, c’était malheureux pour lui. ». La Scuderia annonce que Carlos Sainz Jr. fera équipe avec Charles Leclerc en 2021.

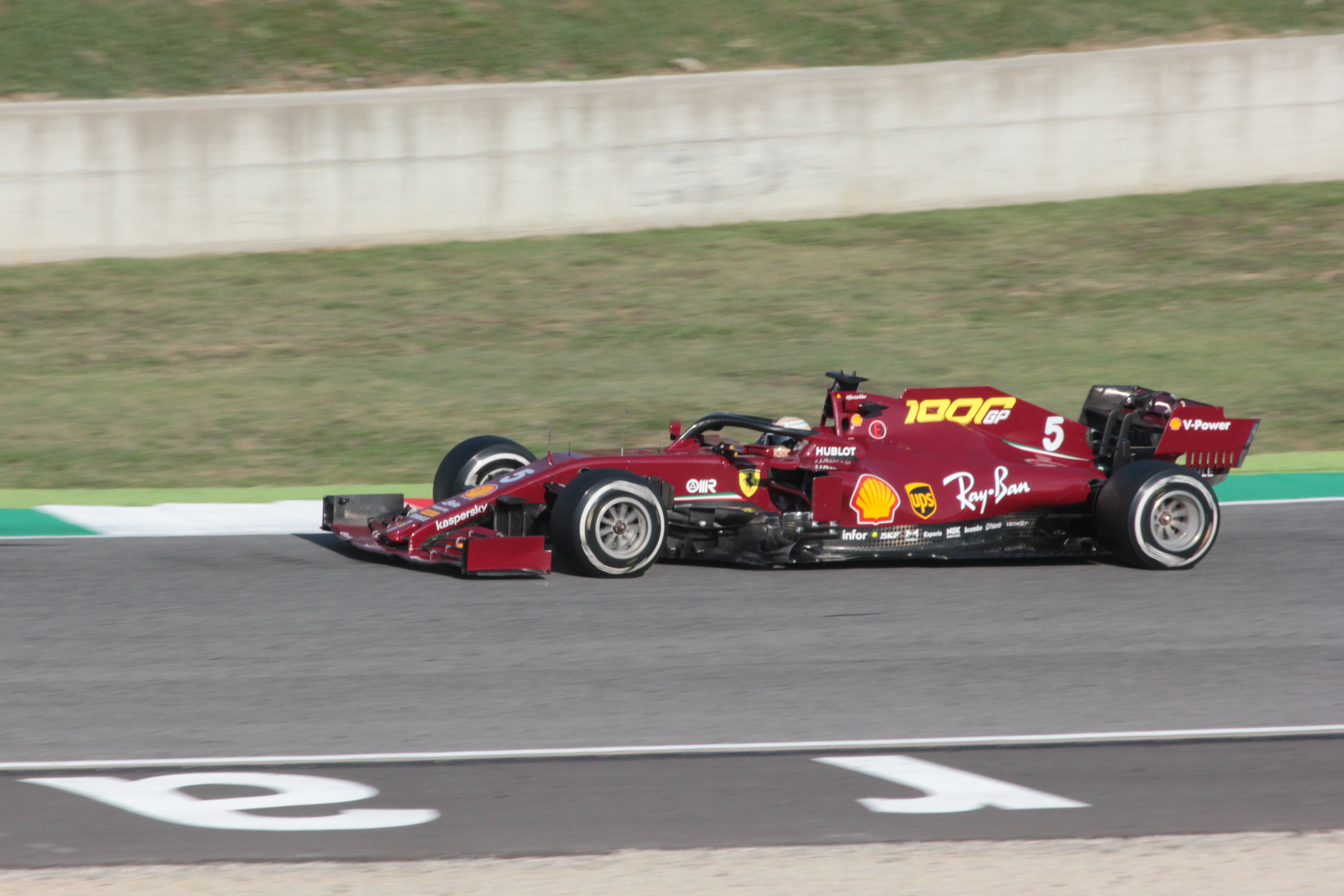
Sebastian Vettel avec une livrée spéciale pour le millième Grand Prix de Ferrari.

Au Grand Prix d'Autriche, Vettel n'atteint pas la dernière phase des qualifications et s'élance onzième ; il franchit la ligne d'arrivée dixième après avoir effectué un tête-à-queue. Une semaine plus tard, au Grand Prix de Styrie, percuté par son équipier, il abandonne dès le premier tour. En Hongrie, après des qualifications mitigées, il prend la sixième place, loin devant son coéquipier Charles Leclerc, onzième, mais derrière les pilotes Mercedes, Red Bull et Lance Stroll. En Grande-Bretagne, qualifié en dixième position, il termine le Grand Prix à la même place. Une semaine plus tard, pour le Grand Prix du 70e anniversaire, onzième au départ, il part en tête à queue dès le premier tour et termine douzième et hors des points. Sur ces deux courses disputées en une semaine à Silverstone, il souffre de la comparaison avec son coéquipier Leclerc, troisième puis quatrième. Septième en Espagne, l'Allemand passe la barre des 3 000 points inscrits en Formule 1. En Belgique, il est éliminé en Q2 en compagnie de son équipier ; les Ferrari sont dépassées par les Renault, McLaren, Racing Point et Alpha Tauri. Il termine treizième, juste devant Leclerc. Lors du Grand Prix d'Italie, il abandonne à cause d'un problème de freins qui le handicapait depuis le départ.
Le 9 septembre, en marge de la neuvième manche du championnat au Mugello, Sergio Pérez annonce son départ de Racing Point F1 Team à l'issue de la saison. Le lendemain, l'équipe informe que Sebastian Vettel prendra sa place au sein de l'équipe renommée Aston Martin F1 Team en 2021. Le quadruple champion du monde déclare : « C'est une nouvelle aventure pour moi avec un constructeur automobile vraiment légendaire. J'ai été impressionné par les résultats que l'équipe a obtenus cette année et je pense que l'avenir est encore plus radieux ! L'énergie et l'engagement de Lawrence Stroll envers le sport sont inspirants et je crois que nous pouvons construire quelque chose de très spécial ensemble. J'ai toujours tellement d’amour pour la Formule 1 et ma seule motivation est de rouler en tête de la grille. Faire cela avec Aston Martin sera un immense privilège. » Après une série de sept épreuves où il ne marque que deux points, il monte sur la troisième marche du  podium du Grand Prix de Turquie, disputé sur une piste détrempée. Pour sa dernière course avec la Scuderia à Abou Dabi, il franchit la ligne d'arrivée quatorzième ; Sebastian Vettel se classe treizième du championnat avec 33 points, son pire classement depuis ses débuts avec BMW Sauber F1 Team en 2007.

### 2021: transfert chez Aston Martin

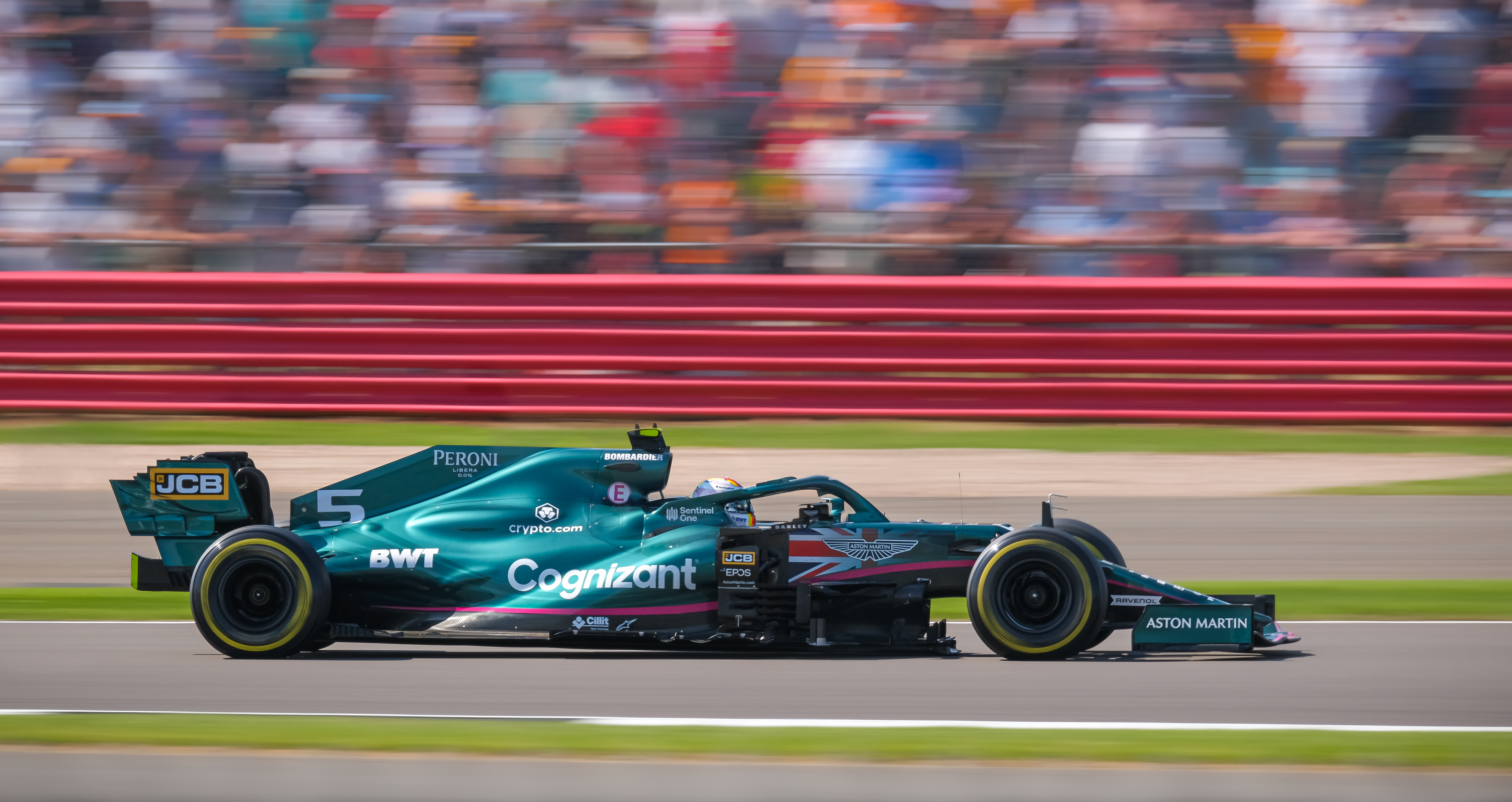
Vettel lors du Grand Prix de Grande-Bretagne 2021.

Lors du Grand Prix inaugural à Bahreïn, il se bat contre Esteban Ocon pour le gain de la dixième place, le percute, reçoit une pénalité de dix secondes et finit quinzième. Sur le circuit d'Imola, il réalise une course anonyme hors des points ; en fin d'épreuve, il abandonne pour changer de boîte de vitesses sans pénalité au prochain Grand Prix. Une semaine plus tard au Portugal, pour la première fois de la saison, Sebastian Vettel bat son coéquipier sur l'intégralité du weekend. Qualifié huitième à Monaco, l'Allemand marque ses premiers points de l'année, en réalisant un overcut sur Lewis Hamilton, et en prenant le meilleur sur Gasly à sa sortie des stands dans la montée de Beau Rivage pour terminer cinquième, mettant fin à une série de sept Grand Prix sans marquer. Au Grand Prix d'Azerbaïdjan, il offre à Aston Martin le premier podium de son histoire en se classant deuxième derrière Sergio Pérez à l'issue d'une course où son écurie a su déployer une stratégie optimale et où il a su saisir toutes les opportunités. Deuxième sous le drapeau à damier en Hongrie, il reçoit l'ordre de son écurie d'abandonner sa monoplace en piste afin d'économiser son essence : la monoplace doit contenir au minimum un litre d'essence pour satisfaire aux contrôle de la FIA. Les commissaires de la FIA établissent que la voiture de Vettel n'est pas parvenue à entrer aux stands par ses propres moyens comme requis par l'article 6.6.2 de la réglementation technique et qu'elle ne contenait que 0,3 litre de carburant ; le pilote allemand est donc exclu de l'épreuve. Après une série de quatre courses sans point, il obtient le point de la dixième place sur le circuit d'Austin, avant de franchir la ligne d'arrivée septième lors du Grand Prix de Mexico. Au terme de la saison, il termine douzième du championnat avec 43 points.

### 2022: dernière saison en Formule 1 avec Aston Martin

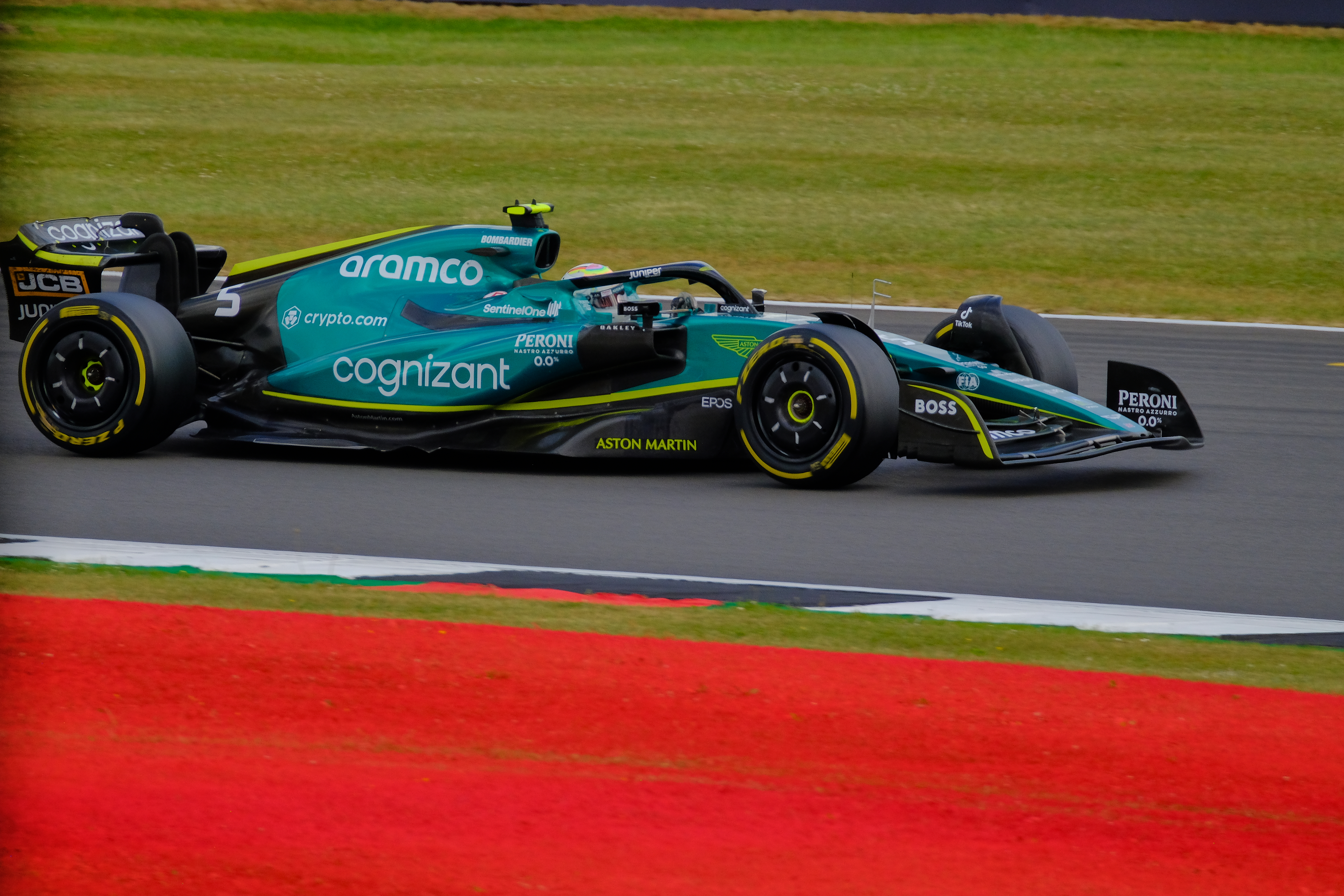
Sebastian Vettel à Silverstone en 2022.

Positif au Covid-19, Sebastian Vettel ne dispute pas les deux premières épreuves de la saison 2022, où il est remplacé par Nico Hülkenberg. Déclaré apte à courir pour l'Australie, il commence sa saison au troisième Grand Prix de l'année, où il abandonne. À Imola, au terme d'une épreuve mouvementée et animée par la pluie, il obtient les points de la huitième place. Onzième sous le drapeau à damier à Monaco, il bénéfice d'une pénalité infligée à Ocon pour obtenir la dixième position. Lors du Grand Prix d'Azerbaïdjan, après un bon départ, il termine sixième et remonte à la quatorzième place du championnat. Au terme d'une course solitaire en Grande-Bretagne, il franchit la ligne d'arrivée neuvième. Le 28 juillet 2022, après s'être classé dixième du Grand Prix de Hongrie, il annonce prendre sa retraite de pilote de Formule 1 à l'issue de la saison. En Belgique, il connaît un début de weekend difficile et se qualifie à la dixième place sur la grille ; le lendemain, en profitant des divers incidents de course, il finit huitième. Lors du Grand Prix d'Italie, Vettel rencontre une panne moteur en début d'épreuve et doit abandonner. À Singapour, après des qualifications décevantes, il profite des abandons des Alpine pour remonter huitième. Au Grand Prix du Japon, il bénéficie d'une course à rebondissements et disputée sous la pluie pour inscrire les points de la sixième position. Lors de son dernier Grand Prix, l'Allemand franchit la ligne d'arrivée dixième et se classe douzième du championnat avec 37 points.

## Carrière

### Statistiques en championnat du monde de Formule 1

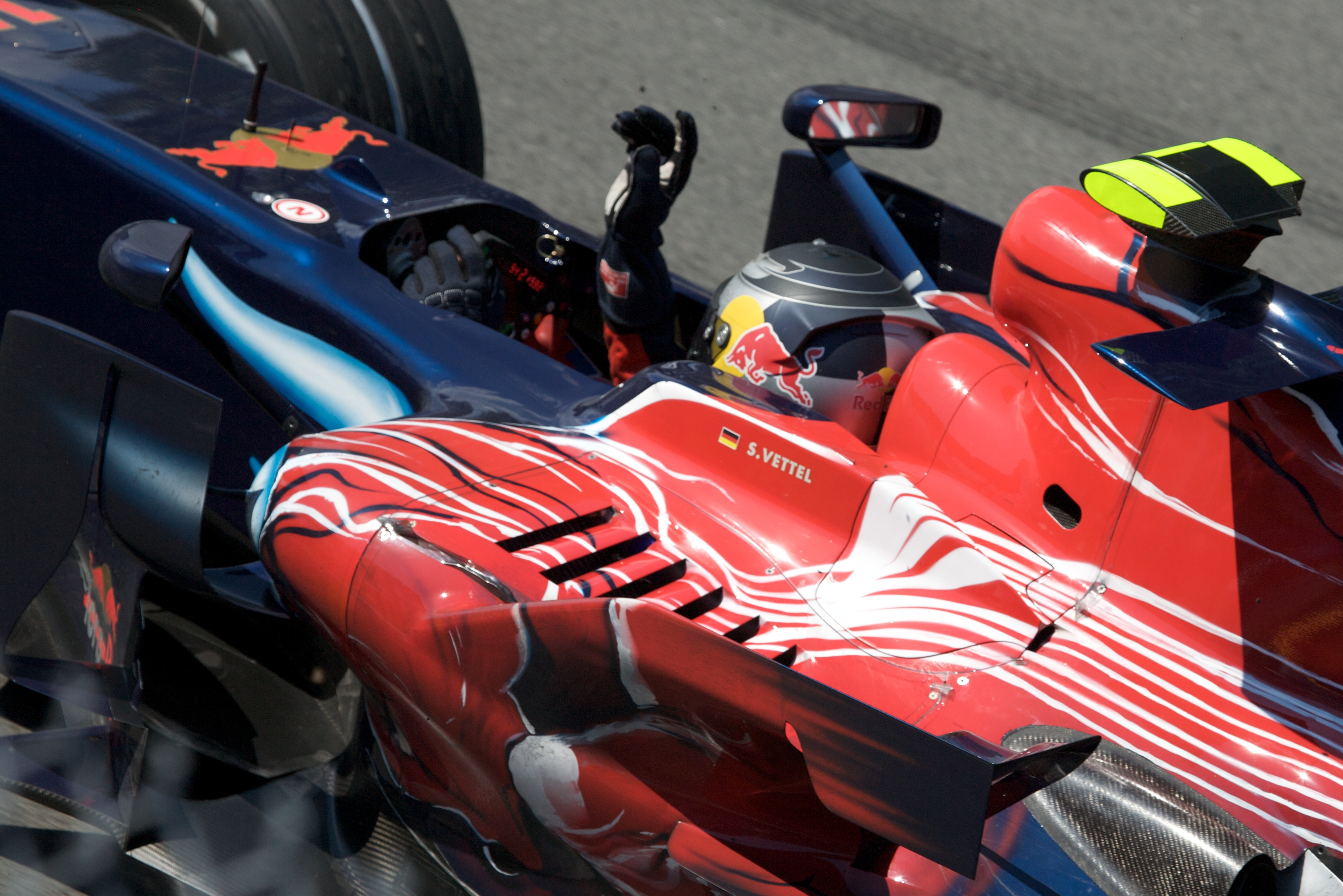
Au volant de la Toro Rosso lors du Grand Prix du Canada 2008.

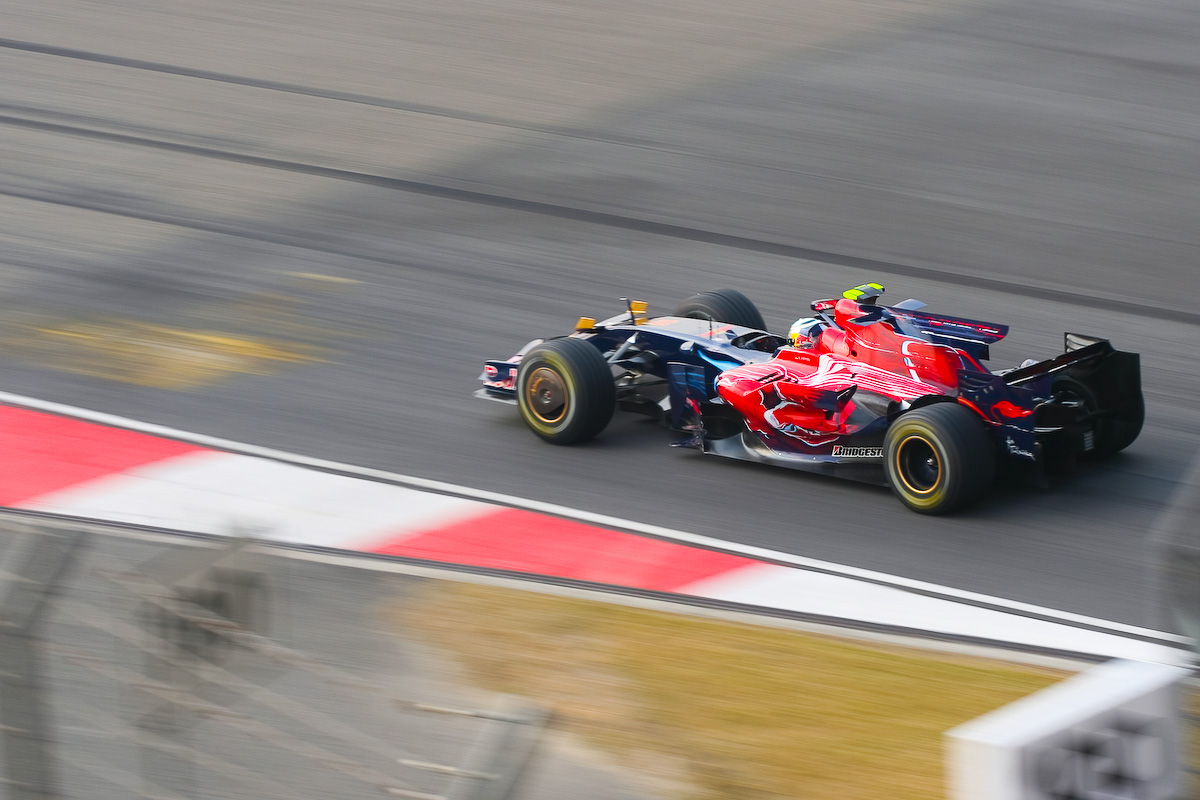
Sebastian Vettel durant le Grand Prix de Chine 2008.

À l'issue du Grand Prix automobile d'Abou Dabi 2022
- 16 saisons en Formule 1[46] ;
- 4 titres de champion du monde (2010, 2011, 2012, 2013) ;
- 299 Grands Prix ;
- 3 098 points ;
- 57 pole positions ;
- 101 départs en première ligne ;
- 53 victoires ;
- 36 deuxièmes places ;
- 33 troisièmes places ;
- 122 podiums ;
- 38 meilleurs tours en course ;
- 8 hat tricks ;
- 219 arrivées dans les points ;
- 3 501 tours en tête ;
- 18 164 km en tête ;
- 16 426 tours parcourus ;
- 82 929 km parcourus ;
- 44 abandons ;
- Débuts en Formule 1 : le 17 juin 2007 au Grand Prix des États-Unis, sur le circuit d'Indianapolis - 8e ;
- Première pole position : le 13 septembre 2008 au Grand Prix d'Italie, sur le circuit de Monza ;
- Première victoire : le 14 septembre 2008 au Grand Prix d'Italie, sur le circuit de Monza ;
- Dernier départ en Formule 1 : 20 novembre 2022 au Grand Prix d'Abou Dabi, sur le circuit Yas Marina - 10e ;
- Dernière pole position : 12 octobre 2019 au Grand Prix du Japon, sur le circuit de Suzuka ;
- Dernière victoire : 22 septembre 2019 au Grand Prix de Singapour, sur le circuit urbain de Singapour.

### Résultats en championnat du monde de Formule 1
| Saison | Écurie                                 | Châssis                          | Moteur                    | Pneus       | GP disputés | Pole positions | Victoires | Records du tour | Podiums | Dans les points | Abandons | Points inscrits | Classement |
| ------ | -------------------------------------- | -------------------------------- | ------------------------- | ----------- | ----------- | -------------- | --------- | --------------- | ------- | --------------- | -------- | --------------- | ---------- |
| 2007   | BMW Sauber F1 Team Scuderia Toro Rosso | BMW Sauber F1.07 Toro Rosso STR2 | BMW V8 Ferrari V8         | Bridgestone | 8           | 0              | 0         | 0               | 0       | 2               | 3        | 6               | 14e        |
| 2008   | Scuderia Toro Rosso                    | Toro Rosso STR2B Toro Rosso STR3 | Ferrari V8                | Bridgestone | 18          | 1              | 1         | 0               | 1       | 9               | 6        | 35              | 8e         |
| 2009   | Red Bull Racing                        | Red Bull RB5                     | Renault V8                | Bridgestone | 17          | 4              | 4         | 3               | 8       | 12              | 5        | 84              | 2e         |
| 2010   | Red Bull Racing                        | Red Bull RB6                     | Renault V8                | Bridgestone | 19          | 10             | 5         | 3               | 10      | 15              | 3        | 256             | Champion   |
| 2011   | Red Bull Racing                        | Red Bull RB7                     | Renault V8                | Pirelli     | 19          | 15             | 11        | 3               | 17      | 18              | 1        | 392             | Champion   |
| 2012   | Red Bull Racing                        | Red Bull RB8                     | Renault V8                | Pirelli     | 20          | 6              | 5         | 6               | 10      | 17              | 2        | 281             | Champion   |
| 2013   | Infiniti Red Bull Racing               | Red Bull RB9                     | Renault V8                | Pirelli     | 19          | 9              | 13        | 7               | 16      | 18              | 1        | 397             | Champion   |
| 2014   | Infiniti Red Bull Racing               | Red Bull RB10                    | Renault V6 turbo hybride  | Pirelli     | 19          | 0              | 0         | 2               | 4       | 16              | 3        | 167             | 5e         |
| 2015   | Scuderia Ferrari                       | Ferrari SF15-T                   | Ferrari V6 turbo hybride  | Pirelli     | 19          | 1              | 3         | 1               | 13      | 17              | 2        | 278             | 3e         |
| 2016   | Scuderia Ferrari                       | Ferrari SF16-H                   | Ferrari V6 turbo hybride  | Pirelli     | 20          | 0              | 0         | 3               | 7       | 17              | 3        | 212             | 4e         |
| 2017   | Scuderia Ferrari                       | Ferrari SF70H                    | Ferrari V6 turbo hybride  | Pirelli     | 20          | 4              | 5         | 5               | 13      | 18              | 2        | 317             | 2e         |
| 2018   | Scuderia Ferrari                       | Ferrari SF71H                    | Ferrari V6 turbo hybride  | Pirelli     | 21          | 5              | 5         | 3               | 12      | 20              | 1        | 320             | 2e         |
| 2019   | Scuderia Ferrari                       | Ferrari SF90                     | Ferrari V6 turbo hybride  | Pirelli     | 21          | 2              | 1         | 2               | 9       | 16              | 3        | 240             | 5e         |
| 2020   | Scuderia Ferrari Mission Winnow        | Ferrari SF1000                   | Ferrari V6 turbo hybride  | Pirelli     | 17          | 0              | 0         | 0               | 1       | 7               | 2        | 33              | 13e        |
| 2021   | Aston Martin Cognizant F1 Team         | Aston Martin AMR21               | Mercedes V6 turbo hybride | Pirelli     | 22          | 0              | 0         | 0               | 1       | 7               | 4        | 43              | 12e        |
| 2022   | Aston Martin Aramco Cognizant F1 Team  | Aston Martin AMR22               | Mercedes V6 turbo hybride | Pirelli     | 20          | 0              | 0         | 0               | 0       | 10              | 3        | 37              | 12e        |
| Total  | Total                                  | Total                            | Total                     | Total       | 299         | 57             | 53        | 38              | 122     | 219             | 44       | 3098            |            |

| 2007          | BMW Sauber F1 Team                               | BMW Sauber F1.07   | BMW V8 P86/7                                | B |           |           |          |          |          |          | USA 8e   |          |          |          |          |         |          |          |         |          |          |          |          |          |          |         | 14e      | 6   |
| 2007          | Scuderia Toro Rosso                              | Toro Rosso STR2    | Ferrari V8 056                              | B |           |           |          |          |          |          |          |          |          | HON 16e  | TUR 19e  | ITA 18e | BEL Abd. | JPN Abd. | CHN 4e  | BRE Abd. |          |          |          |          |          |         | 14e      | 6   |
| 2008          | Scuderia Toro Rosso                              | Toro Rosso STR2B   | Ferrari V8 056                              | B | AUS Abd.  | MAL Abd.  | BAH Abd. | ESP Abd. | TUR 17e  |          |          |          |          |          |          |         |          |          |         |          |          |          |          |          |          |         | 8e       | 35  |
| 2008          | Scuderia Toro Rosso                              | Toro Rosso STR3    | Ferrari V8 056                              | B |           |           |          |          |          | MON 5e   | CAN 8e   | FRA 12e  | GBR Abd. | ALL 8e   | HON Abd. | EUR 6e  | BEL 5e   | ITA 1er  | SIN 5e  | JPN 6e   | CHN 9e   | BRE 4e   |          |          |          |         | 8e       | 35  |
| 2009          | Red Bull Racing                                  | Red Bull RB5       | Renault V8 RS27                             | B | AUS 13e*  | MAL 15e*  | CHN 1er  | BAH 2e   | ESP 4e   | MON Abd. | TUR 3e   | GBR 1er  | ALL 2e   | HON Abd. | EUR Abd. | BEL 3e  | ITA 8e   | SIN 4e   | JPN 1er | BRE 4e   | ABU 1er  |          |          |          |          |         | 2e       | 84  |
| 2010          | Red Bull Racing                                  | Red Bull RB6       | Renault V8 RS27-2010                        | B | BAH 4e    | AUS Abd.  | MAL 1er  | CHN 6e   | ESP 3e   | MON 2e   | TUR Abd. | CAN 4e   | EUR 1er  | GBR 7e   | ALL 3e   | HON 3e  | BEL 15e  | ITA 4e   | SIN 2e  | JPN 1er  | COR Abd. | BRE 1er  | ABU 1er  |          |          |         | Champion | 256 |
| 2011          | Red Bull Racing                                  | Red Bull RB7       | Renault V8 RS27-2011                        | P | AUS 1er   | MAL 1er   | CHN 2e   | TUR 1er  | ESP 1er  | MON 1er  | CAN 2e   | EUR 1er  | GBR 2e   | ALL 4e   | HON 2e   | BEL 1er | ITA 1er  | SIN 1er  | JPN 3e  | COR 1er  | IND 1er  | ABU Abd. | BRE 2e   |          |          |         | Champion | 392 |
| 2012          | Red Bull Racing                                  | Red Bull RB8       | Renault V8 RS27-2012                        | P | AUS 2e    | MAL 11e   | CHN 5e   | BAH 1er  | ESP 6e   | MON 4e   | CAN 4e   | EUR Abd. | GBR 3e   | ALL 5e   | HON 4e   | BEL 2e  | ITA 22e* | SIN 1er  | JPN 1er | COR 1er  | IND 1er  | ABU 3e   | USA 2e   | BRE 6e   |          |         | Champion | 281 |
| 2013          | Infiniti Red Bull Racing                         | Red Bull RB9       | Renault V8 RS27-2013                        | P | AUS 3e    | MAL 1er   | CHN 4e   | BAH 1er  | ESP 4e   | MON 2e   | CAN 1er  | GBR Abd. | ALL 1er  | HON 3e   | BEL 1er  | ITA 1er | SIN 1er  | COR 1er  | JPN 1er | IND 1er  | ABU 1er  | USA 1er  | BRE 1er  |          |          |         | Champion | 397 |
| 2014          | Infiniti Red Bull Racing                         | Red Bull RB10      | Renault V6 turbo hybride Energy F1‑2014     | P | AUS Abd.  | MAL 3e    | BAH 6e   | CHN 5e   | ESP 4e   | MON Abd. | CAN 3e   | AUT Abd. | GBR 5e   | ALL 4e   | HON 7e   | BEL 5e  | ITA 6e   | SIN 2e   | JPN 3e  | RUS 8e   | USA 7e   | BRE 6e   | ABU 8e   |          |          |         | 5e       | 167 |
| 2015          | Scuderia Ferrari                                 | Ferrari SF15-T     | Ferrari V6 turbo hybride Type 059/4         | P | AUS 3e    | MAL 1er   | BAH 5e   | CHN 3e   | ESP 3e   | MON 2e   | CAN 5e   | AUT 4e   | GBR 3e   | HON 1er  | BEL 12e* | ITA 2e  | SIN 1er  | JPN 3e   | RUS 2e  | USA 3e   | MEX Abd. | BRE 3e   | ABU 4e   |          |          |         | 3e       | 278 |
| 2016          | Scuderia Ferrari                                 | Ferrari SF16-H     | Ferrari V6 turbo hybride Type 059/5         | P | AUS 3e    | BAH Np    | CHN 2e   | RUS Abd. | ESP 3e   | MON 4e   | CAN 2e   | EUR 2e   | AUT Abd. | GBR 9e   | HON 4e   | ALL 5e  | BEL 6e   | ITA 3e   | SIN 5e  | MAL Abd. | JPN 4e   | USA 4e   | MEX 5e   | BRE 5e   | ABU 3e   |         | 4e       | 212 |
| 2017          | Scuderia Ferrari                                 | Ferrari SF70H      | Ferrari V6 turbo hybride Type 062           | P | AUS 1er   | CHN 2e    | BAH 1er  | RUS 2e   | ESP 2e   | MON 1er  | CAN 4e   | AZE 4e   | AUT 2e   | GBR 7e   | HON 1er  | BEL 2e  | ITA 3e   | SIN Abd. | MAL 4e  | JPN Abd. | USA 2e   | MEX 4e   | BRE 1er  | ABU 3e   |          |         | 2e       | 317 |
| 2018          | Scuderia Ferrari                                 | Ferrari SF71H      | Ferrari V6 turbo hybride Type 062 EVO       | P | AUS 1er   | BAH 1er   | CHN 8e   | AZE 4e   | ESP 4e   | MON 2e   | CAN 1er  | FRA 5e   | AUT 3e   | GBR 1er  | ALL Abd. | HON 2e  | BEL 1er  | ITA 4e   | SIN 3e  | RUS 3e   | JPN 6e   | USA 4e   | MEX 2e   | BRE 6e   | ABU 2e   |         | 2e       | 320 |
| 2019          | Scuderia Ferrari Scuderia Ferrari Mission Winnow | Ferrari SF90       | Ferrari V6 turbo hybride Type 064           | P | AUS 4e    | BAH 5e    | CHN 3e   | AZE 3e   | ESP 4e   | MON 2e   | CAN 2e   | FRA 5e   | AUT 4e   | GBR 16e  | ALL 2e   | HON 3e  | BEL 4e   | ITA 13e  | SIN 1er | RUS Abd. | JPN 2e   | MEX 2e   | USA Abd. | BRE Abd. | ABU 5e   |         | 5e       | 240 |
| 2020          | Scuderia Ferrari Mission Winnow                  | Ferrari SF1000     | Ferrari V6 turbo hybride Type 065           | P | AUT 10e   | STY Abd.  | HON 6e   | GBR 10e  | 70e 12e  | ESP 7e   | BEL 13e  | ITA Abd. | TOS 10e  | RUS 13e  | EIF 11e  | POR 10e | EMI 12e  | TUR 3e   | BAH 13e | SAK 12e  | ABU 14e  |          |          |          |          |         | 13e      | 33  |
| 2021          | Aston Martin Cognizant F1 Team                   | Aston Martin AMR21 | Mercedes V6 turbo hybride M12 E Performance | P | BAH 15e   | EMI 15e*  | POR 13e  | ESP 13e  | MON 5e   | AZE 2e   | FRA 9e   | STY 12e  | AUT 17e* | GBR Abd. | HON Dsq. | BEL 5e  | P-B 13e  | ITA 12e  | RUS 12e | TUR 18e  | USA 10e  | MEX 7e   | SAO 11e  | QAT 10e  | ARA Abd. | ABU 11e | 12e      | 43  |
| 2022          | Aston Martin Aramco Cognizant F1 Team            | Aston Martin AMR22 | Mercedes V6 turbo hybride M13 E Performance | P | BAH Forf. | ARA Forf. | AUS Abd. | EMI 8e   | MIA 17e* | ESP 11e  | MON 10e  | AZE 6e   | CAN 12e  | GBR 9e   | AUT 17e  | FRA 11e | HON 10e  | BEL 8e   | P-B 14e | ITA Abd. | SIN 8e   | JAP 6e   | USA 8e   | MEX 14e  | SAO 11e  | ABU 10e | 12e      | 37  |
| Légende : ici |                                                  |                    |                                             |   |           |           |          |          |          |          |          |          |          |          |          |         |          |          |         |          |          |          |          |          |          |         |          |     |

### Victoires en championnat du monde de Formule 1
| #  | Année | Manche | Date              | Grand Prix      | Circuit           | Grille        | Écurie             | Voiture | Résumé |
| -- | ----- | ------ | ----------------- | --------------- | ----------------- | ------------- | ------------------ | ------- | ------ |
| 1  | 2008  | 14/18  | 14 septembre 2008 | Italie          | Monza             | Pole position | Toro Rosso-Ferrari | STR3    | Résumé |
| 2  | 2009  | 03/17  | 19 avril 2009     | Chine           | Shanghai          | Pole position | Red Bull-Renault   | RB5     | Résumé |
| 3  | 2009  | 08/17  | 21 juin 2009      | Grande-Bretagne | Silverstone       | Pole position | Red Bull-Renault   | RB5     | Résumé |
| 4  | 2009  | 15/17  | 4 octobre 2009    | Japon           | Suzuka            | Pole position | Red Bull-Renault   | RB5     | Résumé |
| 5  | 2009  | 17/17  | 1er novembre 2009 | Abou Dabi       | Yas Marina        | 2e            | Red Bull-Renault   | RB5     | Résumé |
| 6  | 2010  | 03/19  | 4 avril 2010      | Malaisie        | Sepang            | 3e            | Red Bull-Renault   | RB6     | Résumé |
| 7  | 2010  | 09/19  | 27 juin 2010      | Europe          | Valence           | Pole position | Red Bull-Renault   | RB6     | Résumé |
| 8  | 2010  | 16/19  | 10 octobre 2010   | Japon           | Suzuka            | Pole position | Red Bull-Renault   | RB6     | Résumé |
| 9  | 2010  | 18/19  | 7 novembre 2010   | Brésil          | Interlagos        | 2e            | Red Bull-Renault   | RB6     | Résumé |
| 10 | 2010  | 19/19  | 14 novembre 2010  | Abou Dabi       | Yas Marina        | Pole position | Red Bull-Renault   | RB6     | Résumé |
| 11 | 2011  | 01/19  | 27 mars 2011      | Australie       | Albert Park       | Pole position | Red Bull-Renault   | RB7     | Résumé |
| 12 | 2011  | 02/19  | 10 avril 2011     | Malaisie        | Sepang            | Pole position | Red Bull-Renault   | RB7     | Résumé |
| 13 | 2011  | 04/19  | 8 mai 2011        | Turquie         | Istanbul          | Pole position | Red Bull-Renault   | RB7     | Résumé |
| 14 | 2011  | 05/19  | 22 mai 2011       | Espagne         | Catalogne         | 2e            | Red Bull-Renault   | RB7     | Résumé |
| 15 | 2011  | 06/19  | 29 mai 2011       | Monaco          | Monaco            | Pole position | Red Bull-Renault   | RB7     | Résumé |
| 16 | 2011  | 08/19  | 26 juin 2011      | Europe          | Valence           | Pole position | Red Bull-Renault   | RB7     | Résumé |
| 17 | 2011  | 12/19  | 28 août 2011      | Belgique        | Spa-Francorchamps | Pole position | Red Bull-Renault   | RB7     | Résumé |
| 18 | 2011  | 13/19  | 11 septembre 2011 | Italie          | Monza             | Pole position | Red Bull-Renault   | RB7     | Résumé |
| 19 | 2011  | 14/19  | 25 septembre 2011 | Singapour       | Singapour         | Pole position | Red Bull-Renault   | RB7     | Résumé |
| 20 | 2011  | 16/19  | 16 octobre 2011   | Corée du Sud    | Yeongam           | 2e            | Red Bull-Renault   | RB7     | Résumé |
| 21 | 2011  | 17/19  | 30 octobre 2011   | Inde            | New Delhi         | Pole position | Red Bull-Renault   | RB7     | Résumé |
| 22 | 2012  | 04/20  | 22 avril 2012     | Bahreïn         | Sakhir            | Pole position | Red Bull-Renault   | RB8     | Résumé |
| 23 | 2012  | 14/20  | 23 septembre 2012 | Singapour       | Singapour         | 3e            | Red Bull-Renault   | RB8     | Résumé |
| 24 | 2012  | 15/20  | 7 octobre 2012    | Japon           | Suzuka            | Pole position | Red Bull-Renault   | RB8     | Résumé |
| 25 | 2012  | 16/20  | 14 octobre 2012   | Corée du Sud    | Yeongam           | 2e            | Red Bull-Renault   | RB8     | Résumé |
| 26 | 2012  | 17/20  | 28 octobre 2012   | Inde            | New Delhi         | Pole position | Red Bull-Renault   | RB8     | Résumé |
| 27 | 2013  | 02/19  | 24 mars 2013      | Malaisie        | Sepang            | Pole position | Red Bull-Renault   | RB9     | Résumé |
| 28 | 2013  | 04/19  | 21 avril 2013     | Bahreïn         | Sakhir            | 2e            | Red Bull-Renault   | RB9     | Résumé |
| 29 | 2013  | 07/19  | 9 juin 2013       | Canada          | Montréal          | Pole position | Red Bull-Renault   | RB9     | Résumé |
| 30 | 2013  | 09/19  | 7 juillet 2013    | Allemagne       | Nürburgring       | 2e            | Red Bull-Renault   | RB9     | Résumé |
| 31 | 2013  | 11/19  | 25 août 2013      | Belgique        | Spa-Francorchamps | 2e            | Red Bull-Renault   | RB9     | Résumé |
| 32 | 2013  | 12/19  | 8 septembre 2013  | Italie          | Monza             | Pole position | Red Bull-Renault   | RB9     | Résumé |
| 33 | 2013  | 13/19  | 22 septembre 2013 | Singapour       | Singapour         | Pole position | Red Bull-Renault   | RB9     | Résumé |
| 34 | 2013  | 14/19  | 6 octobre 2013    | Corée du Sud    | Yeongam           | Pole position | Red Bull-Renault   | RB9     | Résumé |
| 35 | 2013  | 15/19  | 13 octobre 2013   | Japon           | Suzuka            | 2e            | Red Bull-Renault   | RB9     | Résumé |
| 36 | 2013  | 16/19  | 27 octobre 2013   | Inde            | New Delhi         | Pole position | Red Bull-Renault   | RB9     | Résumé |
| 37 | 2013  | 17/19  | 3 novembre 2013   | Abou Dabi       | Yas Marina        | 2e            | Red Bull-Renault   | RB9     | Résumé |
| 38 | 2013  | 18/19  | 17 novembre 2013  | États-Unis      | Austin            | Pole position | Red Bull-Renault   | RB9     | Résumé |
| 39 | 2013  | 19/19  | 24 novembre 2013  | Brésil          | Interlagos        | Pole position | Red Bull-Renault   | RB9     | Résumé |
| 40 | 2015  | 02/19  | 29 mars 2015      | Malaisie        | Sepang            | 2e            | Ferrari            | SF15-T  | Résumé |
| 41 | 2015  | 10/19  | 26 juillet 2015   | Hongrie         | Hungaroring       | 3e            | Ferrari            | SF15-T  | Résumé |
| 42 | 2015  | 13/19  | 20 septembre 2015 | Singapour       | Singapour         | Pole position | Ferrari            | SF15-T  | Résumé |
| 43 | 2017  | 01/20  | 26 mars 2017      | Australie       | Albert Park       | 2e            | Ferrari            | SF70H   | Résumé |
| 44 | 2017  | 03/20  | 16 avril 2017     | Bahreïn         | Sakhir            | 3e            | Ferrari            | SF70H   | Résumé |
| 45 | 2017  | 06/20  | 28 mai 2017       | Monaco          | Monaco            | 2e            | Ferrari            | SF70H   | Résumé |
| 46 | 2017  | 11/20  | 30 juillet 2017   | Hongrie         | Hungaroring       | Pole position | Ferrari            | SF70H   | Résumé |
| 47 | 2017  | 19/20  | 12 novembre 2017  | Brésil          | Interlagos        | 2e            | Ferrari            | SF70H   | Résumé |
| 48 | 2018  | 01/21  | 25 mars 2018      | Australie       | Albert Park       | 3e            | Ferrari            | SF71H   | Résumé |
| 49 | 2018  | 02/21  | 8 avril 2018      | Bahreïn         | Sakhir            | Pole position | Ferrari            | SF71H   | Résumé |
| 50 | 2018  | 07/21  | 10 juin 2018      | Canada          | Montréal          | Pole position | Ferrari            | SF71H   | Résumé |
| 51 | 2018  | 10/21  | 8 juillet 2018    | Grande-Bretagne | Silverstone       | 2e            | Ferrari            | SF71H   | Résumé |
| 52 | 2018  | 13/21  | 26 août 2018      | Belgique        | Spa-Francorchamps | 2e            | Ferrari            | SF71H   | Résumé |
| 53 | 2019  | 15/21  | 22 septembre 2019 | Singapour       | Singapour         | 3e            | Ferrari            | SF90    | Résumé |

### Résultats par Grands Prix
(Mis à jour après le Grand Prix automobile d'Abou Dabi 2022)
| Grand Prix       | Nombre | Pole positions | Meilleurs tours | Podiums | Hat-Tricks | Victoires | Année de la victoire             | Abandons | Points |
| ---------------- | ------ | -------------- | --------------- | ------- | ---------- | --------- | -------------------------------- | -------- | ------ |
| Abou Dabi        | 14     | 2              | 4               | 7       | 0          | 3         | 2009 - 2010 - 2013               | 1        | 154    |
| Allemagne        | 10     | 2              | 1               | 4       | 0          | 1         | 2013                             | 1        | 111    |
| Arabie saoudite  | 1      | 0              | 0               | 0       | 0          | 0         |                                  | 1        | 0      |
| Australie        | 13     | 3              | 0               | 7       | 0          | 3         | 2011 - 2017 - 2018               | 5        | 150    |
| Autriche         | 9      | 0              | 0               | 2       | 0          | 0         |                                  | 3        | 58     |
| Azerbaïdjan      | 5      | 1              | 1               | 2       | 0          | 0         |                                  | 0        | 65     |
| Bahreïn          | 12     | 3              | 2               | 5       | 1          | 4         | 2012 - 2013 - 2017 - 2018        | 1        | 148    |
| Belgique         | 16     | 1              | 4               | 6       | 0          | 3         | 2011 - 2013 - 2018               | 2        | 161    |
| Brésil           | 13     | 2              | 0               | 5       | 0          | 3         | 2010 - 2013 - 2017               | 2        | 154    |
| Canada           | 12     | 5              | 1               | 6       | 0          | 2         | 2013 - 2018                      | 0        | 166    |
| Chine            | 13     | 4              | 1               | 6       | 0          | 1         | 2009                             | 0        | 143    |
| Corée du Sud     | 4      | 2              | 2               | 3       | 1          | 3         | 2011 - 2012 - 2013               | 1        | 75     |
| Espagne          | 15     | 0              | 1               | 5       | 0          | 1         | 2011                             | 1        | 155    |
| États-Unis       | 11     | 2              | 5               | 4       | 1          | 1         | 2013                             | 1        | 112    |
| Eifel            | 1      | 0              | 0               | 0       | 0          | 0         |                                  | 0        | 0      |
| Émilie-Romagne   | 3      | 0              | 0               | 0       | 0          | 0         |                                  | 1        | 4      |
| Europe           | 6      | 3              | 1               | 3       | 1          | 2         | 2010 - 2011                      | 2        | 71     |
| France           | 5      | 0              | 1               | 0       | 0          | 0         |                                  | 0        | 23     |
| Grande-Bretagne  | 15     | 2              | 2               | 5       | 1          | 2         | 2009 - 2018                      | 3        | 110    |
| Hongrie          | 16     | 3              | 2               | 7       | 0          | 2         | 2015 - 2017                      | 2        | 170    |
| Inde             | 3      | 3              | 1               | 3       | 1          | 3         | 2011 - 2012 - 2013               | 0        | 75     |
| Italie           | 16     | 3              | 0               | 6       | 0          | 3         | 2008 - 2011 - 2013               | 3        | 141    |
| Japon            | 14     | 5              | 3               | 8       | 1          | 4         | 2009 - 2010 - 2012 - 2013        | 2        | 179    |
| Malaisie         | 10     | 2              | 1               | 5       | 0          | 4         | 2010 - 2011 - 2013 - 2015        | 3        | 127    |
| Mexico           | 2      | 0              | 0               | 0       | 0          | 0         |                                  | 0        | 6      |
| Mexique          | 5      | 1              | 1               | 2       | 0          | 0         |                                  | 1        | 58     |
| Miami            | 1      | 0              | 0               | 0       | 0          | 0         |                                  | 1        | 0      |
| Monaco           | 14     | 1              | 2               | 7       | 0          | 2         | 2011 - 2017                      | 2        | 179    |
| Pays-Bas         | 2      | 0              | 0               | 0       | 0          | 0         |                                  | 0        | 0      |
| Portugal         | 2      | 0              | 0               | 0       | 0          | 0         |                                  | 0        | 1      |
| Qatar            | 1      | 0              | 0               | 0       | 0          | 0         |                                  | 0        | 1      |
| Russie           | 8      | 1              | 1               | 3       | 0          | 0         |                                  | 2        | 55     |
| Sakhir           | 1      | 0              | 0               | 0       | 0          | 0         |                                  | 0        | 0      |
| São Paulo        | 2      | 0              | 0               | 0       | 0          | 0         |                                  | 0        | 0      |
| Singapour        | 13     | 4              | 1               | 8       | 1          | 5         | 2011 - 2012 - 2013 - 2015 - 2019 | 1        | 199    |
| Styrie           | 2      | 0              | 0               | 0       | 0          | 0         |                                  | 1        | 0      |
| Toscane          | 1      | 0              | 0               | 0       | 0          | 0         |                                  | 0        | 1      |
| Turquie          | 7      | 2              | 0               | 3       | 0          | 1         | 2011                             | 1        | 46     |
| 70e anniversaire | 1      | 0              | 0               | 0       | 0          | 0         |                                  | 0        | 0      |
| Total            | 299    | 57             | 38              | 122     | 8          | 53        |                                  | 44       | 3098   |

### Autres victoires
- 2007 à 2012 : vainqueur de six Coupes des Nations consécutives, avec son compatriote Michael Schumacher ;
- 2015 : Champion des Champions à la Race of Champions en battant lors de la finale le Danois Tom Kristensen (neuf fois vainqueur des 24 Heures du Mans) ;
- 2017 : vainqueur de la Coupe des Nations, seul, après une blessure la veille, de son compatriote Pascal Wehrlein.

### Records en Formule 1

#### Records de précocité
- Plus jeune poleman à 21 ans et 72 jours (GP d'Italie 2008) ;
- Plus jeune vice champion du monde à 22 ans et 121 jours (GP d'Abou Dabi 2009) ;
- Plus jeune champion du monde à 23 ans et 135 jours (GP d'Abou Dabi 2010) ;
- Plus jeune double champion du monde à 24 ans et 98 jours (GP du Japon 2011) ;
- Plus jeune triple champion du monde à 25 ans et 145 jours (GP du Brésil 2012) ;
- Plus jeune quadruple champion du monde à 26 ans et 116 jours (GP d'Inde 2013).

#### Record
- 15 pole positions en une saison (en 2011).

### Noms de ses monoplaces de Formule 1
En accord avec ses mécaniciens, Sebastian Vettel a la particularité de donner un nom à chacune de ses monoplaces.
| Saison | Surnom                                                       |
| ------ | ------------------------------------------------------------ |
| 2008   | Julie                                                        |
| 2009   | Kate puis Kate's dirty little sister (changement de châssis) |
| 2010   | Luscious Liz puis Randy Mandy (changement de châssis)        |
| 2011   | Kinky Kylie                                                  |
| 2012   | Abbey                                                        |
| 2013   | Hungry Heidi                                                 |
| 2014   | Suzie                                                        |
| 2015   | Eva                                                          |
| 2016   | Margherita                                                   |
| 2017   | Gina                                                         |
| 2018   | Loria                                                        |
| 2019   | Lina                                                         |
| 2020   | Lucilla                                                      |
| 2021   | Honey Ryder                                                  |

## Distinction
- Laureus World Sports Award 2014.

## Vie privée
Sebastian Vettel est en couple avec Hanna Prater, une amie d'enfance. Ils sont les parents de trois enfants : Emilie, née en janvier 2014, Matilda, née en septembre 2015, et un garçon, né en novembre 2019.
Il est fervent supporter de l'Eintracht Francfort.
Son frère cadet, Fabian, également pilote automobile, prend part à différents championnats de GT.

## Prises de positions et engagements
Sebastian Vettel s'est engagé dans la protection de l'environnement depuis plusieurs années. Il a entre autres critiqué la Formule 1 dans ce contexte en revendiquant qu'elle doit réduire son empreinte écologique et redevienne "un laboratoire de développement au profit de la production en série", qui profiterait aussi à l'environnement. En juin 2021, il annonce publiquement qu'il votera pour l'Alliance 90/Les Verts aux élections fédérales organisées la même année, déclarant à ce propos : "À l’heure actuelle, presque tous les partis s’engagent en faveur de la protection du climat. La question est de savoir qui fait vraiment quelque chose".
L'Allemand préconise une limitation de vitesse sur les autoroutes allemandes, en invoquant des raisons de sécurité ainsi que de protection du climat.
Il est aussi grandement engagé pour la défense des droits des LGBT et dans la lutte contre le racisme, protestant souvent avec des messages politiques affichés sur ses voitures ou ses vêtements, dans les pays où ces droits sont violés,. Vettel est également attaché à l'égalité entre tous les sexes et organise par exemple, des campagnes telles qu'une course de kart pour les femmes en Arabie saoudite.